# 1. FC Köln in het seizoen 2024/25
Het seizoen 2024/25 was het eerste seizoen van 1. FC Köln in de 2e Bundesliga, nadat de club in het voorgaande seizoen voor de zevende keer in haar bestaan was gedegradeerd. Köln eindigde als eerste in de eindrangschikking en keerde daardoor na één seizoen afwezigheid terug naar de Bundesliga. In de DFB-Pokal bereikte de club de kwartfinale, waarin het na verlenging werd uitgeschakeld door titelverdediger Bayer Leverkusen. Damion Downs en Tim Lemperle werden gedeeld clubtopscorer met elk tien doelpunten in de competitie en één in het bekertoernooi.

## Selectie
| Nr.           | Naam              | Nationaliteit         | Contract tot | Vorige club         |
| ------------- | ----------------- | --------------------- | ------------ | ------------------- |
| Doelmannen    |                   |                       |              |                     |
| 1             | Marvin Schwäbe    | Duitsland             | 2027         | Brøndby IF          |
| 26            | Anthony Racioppi  | Zwitserland           | 2025         | Hull City           |
| --            | Jonas Urbig       | Duitsland             | 2025         | 1. FC Köln –19      |
| Verdedigers   |                   |                       |              |                     |
| 2             | Joël Schmied      | Zwitserland           | 2029         | FC Sion             |
| 3             | Dominique Heintz  | Duitsland             | 2026         | Union Berlin        |
| 4             | Timo Hübers       | Duitsland             | 2026         | Hannover 96         |
| 17            | Leart Paçarada    | Kosovo                | 2026         | FC St. Pauli        |
| 24            | Julian Pauli      | Duitsland             | 2027         | 1. FC Köln II       |
| 25            | Jusuf Gazibegović | Bosnië en Herzegovina | Onbekend     | Sturm Graz          |
| 35            | Max Finkgräfe     | Duitsland             | 2026         | 1. FC Köln –19      |
| --            | Rasmus Carstensen | Denemarken            | Onbekend     | KRC Genk            |
| Middenvelders |                   |                       |              |                     |
| 6             | Eric Martel       | Duitsland             | 2026         | RB Leipzig          |
| 7             | Dejan Ljubičić    | Oostenrijk            | 2025         | Rapid Wien          |
| 8             | Denis Huseinbašić | Bosnië en Herzegovina | Onbekend     | Kickers Offenbach   |
| 11            | Florian Kainz     | Oostenrijk            | 2026         | Werder Bremen       |
| 16            | Marvin Obuz       | Duitsland             | 2025         | 1. FC Köln II       |
| 22            | Jacob Christensen | Denemarken            | 2026         | FC Nordsjælland     |
| 29            | Jan Thielmann     | Duitsland             | 2026         | 1. FC Köln –19      |
| 37            | Linton Maina      | Duitsland             | 2025         | Hannover 96         |
| 47            | Mathias Olesen    | Luxemburg             | 2025         | 1. FC Köln II       |
| Aanvallers    |                   |                       |              |                     |
| 9             | Luca Waldschmidt  | Duitsland             | 2027         | Vfl Wolfsburg       |
| 13            | Mark Uth          | Duitsland             | Onbekend     | Schalke 04          |
| 19            | Tim Lemperle      | Duitsland             | 2025         | 1. FC Köln –19      |
| 21            | Steffen Tigges    | Duitsland             | 2026         | Borussia Dortmund   |
| 27            | Imad Rondić       | Bosnië en Herzegovina | 2029         | Widzew Łódź         |
| 42            | Damion Downs      | Verenigde Staten      | 2026         | 1. FC Köln –19      |
| --            | Florian Dietz     | Duitsland             | 2026         | 1. FC Köln II       |
| --            | Sargis Adamyan    | Armenië               | 2026         | TSG 1899 Hoffenheim |

| # | Reden                                           |
| - | ----------------------------------------------- |
|   | Speelde op huurbasis bij de club                |
|   | Onderdeel van selectie geweest, daarna verhuurd |
|   | Onderdeel van selectie geweest, daarna verkocht |

## Staf
Samenstelling tot 4 mei
| Naam                 | Nationaliteit | Functie           | Contract tot | Vorige club       |
| -------------------- | ------------- | ----------------- | ------------ | ----------------- |
| Technische Staf      |               |                   |              |                   |
| Gerhard Struber      | Oostenrijk    | Hoofdtrainer      | 2025         | Red Bull Salzburg |
| Thomas Hickersberger | Oostenrijk    | Assistent-trainer |              | Rapid Wien        |
| Bernd Eibler         | Oostenrijk    | Assistent-trainer |              | FC Liefering      |
| Peter Greiber        | Duitsland     | Keeperstrainer    |              | VfL Bochum        |

Samenstelling na 4 mei
| Naam                 | Nationaliteit | Functie           | Contract tot | Vorige club          |
| -------------------- | ------------- | ----------------- | ------------ | -------------------- |
| Technische Staf      |               |                   |              |                      |
| Friedhelm Funkel     | Duitsland     | Hoofdtrainer      | 2025         | 1. FC Kaiserslautern |
| Thomas Hickersberger | Oostenrijk    | Assistent-trainer |              | Rapid Wien           |
| Matthias Lust        | Duitsland     | Assistent-trainer |              | 1. FC Kaiserslautern |
| Peter Greiber        | Duitsland     | Keeperstrainer    |              | VfL Bochum           |

## Transfers
In het gehele seizoen vonden 22 transfertransacties plaats. Vanwege een opgelegd transferverbod uit het voorgaande seizoen was het in de zomerse transferperiode niet mogelijk om nieuwe spelers aan te trekken. Desondanks vonden er in de zomer 13 wisselingen plaats, waaronder vijf teruggekeerde spelers na een uitleenperiode. Bij twee spelers werd er gebruik gemaakt van een koopoptie, wat binnen de straf was toegestaan, en één speler promoveerde vanuit het tweede elftal. Ook werd een nieuwe trainer aangesteld. Vijf spelers verlieten de club. In de winterstop, na het opheffen van de straf, werden vier nieuwe spelers aangetrokken, waarvan één op huurbasis. Vijf spelers vertrokken, waarvan vier op huurbasis.

### Zomer
In juni werd bekend dat de Oostenrijker Gerhard Struber de nieuwe trainer van 1. FC Köln zou worden. Struber, afkomstig uit de Red Bull -stal, had eerder gewerkt bij New York en Salzburg, waar hij in april was ontslagen. Hij volgde Timo Schultz op, wiens contract niet werd verlengd. Kort na de degradatie werd bekend dat twee spelers de overstap maakten naar VfB Stuttgart. Centrale verdediger Jeff Chabot vertrok voor €4 miljoen naar de Zuid-Duitse club, terwijl talent Justin Diehl transfervrij dezelfde weg volgde. Faride Alidou keerde na zijn verhuurperiode terug naar Eintracht Frankfurt, en Benno Schmitz verliet de club nadat zijn contract, na 129 wedstrijden, niet werd verlengd.
Vanwege de opgelegde straf richtte technisch directeur Christian Keller zich enerzijds op spelers met een ontsnappingsclausule, die de club bij degradatie konden verlaten. Het lukte hem om Eric Martel, Timo Hübers, Florian Kainz en Jan Thielmann voor de club te behouden. Davie Selke maakte echter gebruik van de clausule en vertrok naar concurrent Hamburger SV. Anderzijds haalde Keller een aantal voornamelijk jonge spelers terug die het voorgaande seizoen waren verhuurd. Al vroeg in de zomer keerden Jonas Urbig, Tim Lemperle, Marvin Obuz en Mathias Olesen terug, waardoor ze volledig inzetbaar waren tijdens de voorbereiding. Door een sterke voorbereiding werd Julian Pauli vanuit het tweede elftal aan de selectie toegevoegd. Tot slot maakte Keller gebruik van de koopoptie voor de vorig seizoen gehuurde Rasmus Carstensen en Luca Waldschmidt.

#### Aangetrokken
| Nat.                | Naam              | Van             | Bijzonderheden |
| ------------------- | ----------------- | --------------- | -------------- |
| Vlag van Duitsland  | Marvin Obuz       | Rot-Weiss Essen | Einde Verhuur  |
| Vlag van Duitsland  | Jonas Urbig       | Greuther Fürth  | Einde Verhuur  |
| Vlag van Luxemburg  | Mathias Olesen    | Yverdon Sport   | Einde Verhuur  |
| Vlag van Duitsland  | Tim Lemperle      | Greuther Fürth  | Einde Verhuur  |
| Vlag van Denemarken | Rasmus Carstensen | KRC Genk        | € 1,5 miljoen  |
| Vlag van Duitsland  | Julian Pauli      | 1. FC Köln II   |                |
| Vlag van Duitsland  | Luca Waldschmidt  | Vfl Wolfsburg   | Transfervrij   |

#### Vertrokken
| Nat.               | Naam          | Naar                | Bijzonderheden         |
| ------------------ | ------------- | ------------------- | ---------------------- |
| Vlag van Duitsland | Jeff Chabot   | VfB Stuttgart       | € 4 miljoen            |
| Vlag van Duitsland | Justin Diehl  | VfB Stuttgart       | Transfervrij           |
| Vlag van Duitsland | Davie Selke   | Hamburger SV        | Transfervrij           |
| Vlag van Duitsland | Benno Schmitz | Grasshoppers        | Contract niet verlengd |
| Vlag van Duitsland | Faride Alidou | Eintracht Frankfurt | Einde huur             |

### Winter
Doordat het transferverbod tijdens de winterse transferperiode was opgeheven, kon de club weer actief zijn op de transfermarkt. Hierbij lag de nadruk op de verdediging. Ondanks de eerste plaats op de ranglijst werd rechtervleugelverdediger Jusuf Gazibegović voor €2 miljoen overgenomen van Sturm Graz, gevolgd door centrale verdediger Joël Schmied van FC Sion voor €2,5 miljoen. Ter versterking van de voorhoede werd Imad Rondić van Widzew Łódź aangetrokken.
Vanwege beperkte speelminuten vertrok groot keeperstalent Jonas Urbig voor €7 miljoen naar Bayern München, waarna Anthony Racioppi voor de rest van het seizoen werd gehuurd van Hull City als vervanger. Rasmus Carstensen, Florian Dietz, Sargis Adamyan en Elias Bakatukanda werden voor de tweede seizoenshelft verhuurd.

#### Aangetrokken
| Nat.                           | Naam              | Van         | Bijzonderheden |
| ------------------------------ | ----------------- | ----------- | -------------- |
| Vlag van Zwitserland           | Joël Schmied      | FC Sion     | € 2,5 miljoen  |
| Vlag van Bosnië en Herzegovina | Jusuf Gazibegović | Sturm Graz  | € 2 miljoen    |
| Vlag van Bosnië en Herzegovina | Imad Rondić       | Widzew Łódź | € 1,5 miljoen  |
| Vlag van Zwitserland           | Anthony Racioppi  | Hull City   | Huur           |

#### Vertrokken
| Nat.                | Naam              | Naar            | Bijzonderheden |
| ------------------- | ----------------- | --------------- | -------------- |
| Vlag van Denemarken | Rasmus Carstensen | Lech Poznań     | Verhuurd       |
| Vlag van Duitsland  | Florian Dietz     | SCR Altach      | Verhuurd       |
| Vlag van Armenië    | Sargis Adamyan    | Jahn Regensburg | Verhuurd       |
| Vlag van Duitsland  | Jonas Urbig       | Bayern München  | € 7 miljoen    |

## Samenvatting seizoen

### Voorbereiding
De eerste training van het seizoen vond plaats op 24 juni. In het eerste deel van de voorbereiding verbleef de ploeg in Duitsland en werden vijf oefenwedstrijden afgewerkt. De voorbereiding begon met ruime zeges op de amateurclubs VfL Rheingold (0–18) en Sportfreunde Siegen (0–6), gevolgd door een 3–1 overwinning op Kickers Offenbach uit de Regionalliga Südwest. De eerste serieuze test was tegen Sint-Truiden uit de Belgische Jupiler Pro League, die eveneens met 3–1 werd gewonnen. De laatste wedstrijd van deze fase eindigde in een 3–3 gelijkspel tegen stadsgenoot Victoria Köln. In het tweede deel van de voorbereiding vertrok het team op trainingskamp naar Bad Waltersdorf in Oostenrijk. De eerste training moest daar worden uitgesteld vanwege een vertraagde vlucht. Later in de week werden oefenwedstrijden tegen Swansea City (2–1) en Udinese (3–2) winnend afgesloten.

### Eerste seizoenshelft
1. FC Köln kende een moeizame start van het seizoen. De openingswedstrijd tegen mede-titelkandidaat Hamburger SV ging in het eigen RheinEnergieStadion met 1–2 verloren, na twee doelpunten van Ransford Königsdörffer. Pas in de derde speelronde werd de eerste overwinning geboekt, na een 2–2 gelijkspel tegen SV Elversberg. Mede dankzij twee treffers van Dejan Ljubičić werd Eintracht Braunschweig thuis met 5–0 verslagen. Na een 1–3 uitzege op Schalke 04 wist de club drie opeenvolgende wedstrijden niet te winnen. Thuis werd met 1–2 verloren van 1. FC Magdeburg en een 4–2 voorsprong tegen Karlsruher SC werd uit handen gegeven, wat resulteerde in een 4–4 gelijkspel. In de achtste speelronde werd SSV Ulm 1846 met 2–0 verslagen, maar daarna volgden nederlagen uit tegen SV Darmstadt 98 (5–1) en in eigen huis tegen SC Paderborn 07 (1–2). Hierdoor belandde Köln in de middenmoot van de ranglijst. In de elfde speelronde greep trainer Gerhard Struber in. Hij verving de jonge doelman Jonas Urbig door de meer ervaren Marvin Schwäbe en koos voor een defensievere speelwijze. Deze ingreep leidde tot een ommekeer: 1. FC Köln bleef in de daaropvolgende zeven competitiewedstrijden ongeslagen, met zes overwinningen en een 2–2 gelijkspel in de thuiswedstrijd tegen Hannover 96. Tim Lemperle speelde daarin een bepalende rol met vier doelpunten. Bij drie 1–0 overwinningen was hij telkens verantwoordelijk voor het winnende doelpunt. Als gevolg hiervan ging de club als koploper de winterstop in.

### Tweede seizoenshelft
Na een trainingskamp in het Spaanse Estepona, waar met 3–3 werd geoefend tegen FC Lugano, begon 1. FC Köln de tweede seizoenshelft met een uitwedstrijd tegen Hamburger SV. Deze werd met 1–0 verloren, waardoor de club de koppositie moest afstaan. De ploeg van trainer Gerhard Struber herstelde zich echter snel met twee opeenvolgende 1–0 zeges in eigen huis tegen SV Elversberg en FC Schalke 04, gevolgd door een 1–2 uitzege op Eintracht Braunschweig. Na nederlagen op bezoek bij 1. FC Magdeburg (3–0) en Karlsruher SC (1–0), en een 1–1 gelijkspel in eigen huis tegen Fortuna Düsseldorf, zakte 1. FC Köln weg uit de top van de ranglijst naar de vijfde plaats. Dankzij drie opeenvolgende overwinningen heroverde de club in de 28e speelronde de koppositie. In de daaropvolgende wedstrijden nam het prestatieniveau echter af: er werd thuis met 0–1 verloren van Hertha BSC, gevolgd door een 1–1 gelijkspel bij Greuther Fürth. Na een 3–1 thuiszege op Preußen Münster verloor Köln de uitwedstrijd met 1–0 van Hannover 96. Het daaropvolgende 1–1 gelijkspel tegen Jahn Regensburg was voor de clubleiding aanleiding om, ondanks de tweede plaats op de ranglijst, trainer Gerhard Struber te ontslaan. Met nog twee wedstrijden te gaan nam Friedhelm Funkel het roer over en begon met een 1–2 uitzege op 1. FC Nürnberg. De competitie werd afgesloten met een 4–0 overwinning op 1. FC Kaiserslautern, waardoor 1. FC Köln op de laatste speeldag Hamburger SV passeerde en het seizoen als koploper beëindigde.

### DFB-Pokal
1. FC Köln kende een moeizame eerste ronde, waarin het op bezoek moest bij SV Sandhausen uit de 3. Liga. Dankzij doelpunten van Julian Pauli en Linton Maina stond de ploeg na een half uur op een comfortabele 0–2 voorsprong. Ook na de aansluitingstreffer in de 59e minuut leek er weinig aan de hand, totdat Sandhausen diep in blessuretijd (96e minuut) alsnog de gelijkmaker scoorde, waardoor een verlenging noodzakelijk werd. In de 116e minuut bezorgde Mathias Olesen Köln alsnog de overwinning, waarmee de ploeg ternauwernood aan uitschakeling ontsnapte
In de tweede ronde van het DFB-Pokal werd 1. FC Köln gekoppeld aan Holstein Kiel, dat vorig seizoen was gepromoveerd naar de Bundesliga. In het eigen RheinEnergieStadion bracht Tim Lemperle de thuisploeg al in de achtste minuut met een kopbal op voorsprong. Ondanks een veldoverwicht slaagde Kiel er niet in om langszij te komen. In de slotfase besliste Luca Waldschmidt met twee doelpunten het duel, waardoor Köln zich plaatste voor de achtste finales. Ook daarin kreeg de ploeg een thuiswedstrijd toebedeeld, ditmaal tegen Hertha BSC. De bezoekers kwamen vroeg op voorsprong via een benutte strafschop van Ibrahim Maza. Een eigen doelpunt van Florian Niederlechner bracht Köln nog voor rust op gelijke hoogte. Na 90 minuten bleef het 1–1, waardoor opnieuw verlenging volgde. In de slotminuut van die verlenging schoot Dejan Ljubičić een strafschop binnen, waarmee Köln zich verzekerde van een plek in de kwartfinales.
Daarin wachtte een uitwedstrijd tegen regerend kampioen Bayer Leverkusen. In de BayArena kwam Köln verrassend op een 0–2 voorsprong via doelpunten van Damion Downs en Linton Maina. Patrik Schick bracht Leverkusen echter langszij met twee treffers, waarvan de tweede diep in blessuretijd (96e minuut). In de verlenging zette Victor Boniface de thuisploeg al vroeg op een 3–2 voorsprong. Köln nam het initiatief over en Imad Rondić leek vlak voor tijd de gelijkmaker te scoren, maar de VAR keurde het doelpunt af wegens buitenspel. Daarmee kwam er een einde aan het bekertoernooi voor 1. FC Köln.
* De verslagen van de hierboven genoemde wedstrijden zijn in de wedstrijdoverzichten terug te vinden

## Bijzonderheden
- Tijdens de voorbereiding maakte trainer Gerhard Struber bekend dat Timo Hübers dit seizoen de nieuwe aanvoerder werd, als opvolger van Florian Kainz;[27]
- In oktober nam clubicoon Lukas Podolski afscheid met een afscheidswedstrijd voor 50.000 toeschouwers. Onder de aanwezige spelers bevonden zich prominente namen als Manuel Neuer, Per Mertesacker, Joachim Löw en Hansi Flick;[28]
- Begin december werd het door de FIFA opgelegde transferverbod voortijdig opgeheven, waardoor de club in de winterstop opnieuw actief kon zijn op de transfermarkt;[29]
- 1. FC Köln ging als "Herbstmeister" de winterstop in;[30]
- In januari loste 1. FC Köln een in 2016 bij supporters afgesloten lening af. De lening was destijds tot stand gekomen nadat de club in ernstige financiële problemen verkeerde en zich tot de achterban had gewend voor steun. In totaal werd toen €15,5 miljoen opgehaald;[31]
- Begin februari verlaat Managing Director Marketing en Sales Markus Rejek per direct de club.[32]
- Tijdens de beladen derby tegen Fortuna Düsseldorf in februari ontvouwde de harde kern van 1. FC Köln een groot spandoek waarop een figuur met een FC-stropdas een mes tegen de keel hield van de godin Fortuna, de patroonheilige van de tegenstander. Het spandoek veroorzaakte aanzienlijke ophef;[33]
- In maart investeerde 1. FC Köln circa €15 miljoen in de verbouwing van het trainingscomplex. De renovatie is bedoeld om de afstand tussen het eerste elftal en de jeugdopleiding te verkleinen;[34]
- In april maakte het dagelijks bestuur van de club bekend zich niet herkiesbaar te stellen voor de bestuursverkiezingen in het najaar;[35]
- Naar aanleiding van het afsteken van vuurwerk tijdens de thuiswedstrijd in het bekertoernooi tegen Hertha BSC legde de Duitse voetbalbond de club medio april een boete van €316.400,-- op. In reactie daarop ging de club in gesprek met de supporters;[36]
- Enkele dagen na het 1-1 gelijke spel tegen SSV Jahn Regensburg op 3 mei werden hoofdtrainer Gerhard Struber en technisch directeur Christian Keller ontslagen.[25] Zij werden opgevolgd door respectievelijk Friedhelm Funkel als interim-trainer en Thomas Kessler als technisch directeur.[37]
- Gedurende het seizoen werden de contracten van Elias Bakatukanda (tot 2028) en Luca Kilian (tot 2026) opengebroken en verlengd.[21][38]

## Clubstatistieken

### Eindstand 1. FC Köln in de 2. Bundesliga
| Stand | Gespeeld | Gewonnen | Gelijk | Verloren | Punten | Doelpunten voor | Doelpunten tegen | Gele kaarten | 2× Geel > Rood | Rode kaarten |
| ----- | -------- | -------- | ------ | -------- | ------ | --------------- | ---------------- | ------------ | -------------- | ------------ |
| 1e    | 34       | 18       | 7      | 9        | 61     | 53              | 38               | 72           | 1              | 0            |

### Stand, punten en doelpunten per speelronde
| Speelronde                            | 1   | 2   | 3  | 4  | 5  | 6  | 7  | 8  | 9   | 10  | 11  | 12 | 13 | 14 | 15 | 16 | 17 | 18 | 19 | 20 | 21 | 22 | 23 | 24 | 25 | 26 | 27 | 28 | 29 | 30 | 31 | 32 | 33 | 34 |
| ------------------------------------- | --- | --- | -- | -- | -- | -- | -- | -- | --- | --- | --- | -- | -- | -- | -- | -- | -- | -- | -- | -- | -- | -- | -- | -- | -- | -- | -- | -- | -- | -- | -- | -- | -- | -- |
| Aantal punten per speelronde          | 0   | 1   | 3  | 3  | 0  | 1  | 1  | 3  | 0   | 0   | 3   | 3  | 3  | 1  | 3  | 3  | 3  | 0  | 3  | 3  | 3  | 0  | 1  | 0  | 3  | 3  | 3  | 0  | 1  | 3  | 0  | 1  | 3  | 3  |
| Aantal punten na speelronde           | 0   | 1   | 4  | 7  | 7  | 8  | 9  | 11 | 11  | 11  | 14  | 17 | 20 | 21 | 24 | 27 | 31 | 31 | 34 | 37 | 40 | 40 | 41 | 41 | 44 | 47 | 50 | 50 | 51 | 54 | 54 | 55 | 58 | 61 |
| Stand na speelronde                   | 12e | 13e | 8e | 6e | 8e | 9e | 8e | 7e | 10e | 12e | 11e | 7e | 5e | 7e | 6e | 2e | 1e | 3e | 2e | 1e | 1e | 1e | 2e | 5e | 2e | 2e | 1e | 2e | 2e | 1e | 1e | 2e | 2e | 1e |
| Aantal doelpunten per speelronde      | 1   | 2   | 5  | 3  | 1  | 2  | 4  | 2  | 1   | 1   | 1   | 1  | 1  | 2  | 1  | 3  | 1  | 0  | 1  | 2  | 1  | 0  | 1  | 0  | 1  | 2  | 2  | 0  | 1  | 3  | 0  | 1  | 2  | 4  |
| Aantal tegendoelpunten per speelronde | 2   | 2   | 0  | 1  | 2  | 2  | 4  | 0  | 5   | 2   | 0   | 0  | 0  | 2  | 0  | 1  | 0  | 1  | 0  | 1  | 0  | 3  | 1  | 1  | 0  | 1  | 1  | 1  | 1  | 1  | 1  | 1  | 1  | 0  |
| Doelsaldo per speelronde              | -1  | 0   | +5 | +2 | -1 | 0  | 0  | +2 | -4  | -1  | +1  | +1 | +1 | 0  | +1 | +2 | +1 | -1 | +1 | +1 | +1 | -3 | 0  | -1 | +1 | +1 | +1 | -1 | 0  | +2 | -1 | 0  | +1 | +4 |

### Kaarten per speelronde
Met 101 gele kaarten was SSV Ulm 1846 de ploeg met de meeste gele kaarten in de 2. Bundesliga. Fortuna Düsseldorf ontving over het gehele seizoen 87 kaarten en eindigde daarmee als tweede op de ranglijst. Met 86 kaarten nam Karlsruher SC de derde plaats in. 1. FC Köln ontving dit seizoen 72 gele kaarten en eindigde daarmee op de 15e plaats.
Wat betreft rode kaarten waren Hamburger SV en Schalke 04 de koplopers in de competitie, met elk vijf rode kaarten gedurende het seizoen. 1. FC Köln kreeg dit seizoen één rode kaart. In de uitwedstrijd tegen Hannover 96 kreeg Leart Paçarada twee keer geel.
In onderstaand overzicht staan de gele en rode kaarten van 1. FC Köln per speelronde. Kaarten uitgereikt aan de staf zijn hierin niet meegenomen.
| Speelronde  | 1 | 2 | 3 | 4  | 5  | 6  | 7  | 8  | 9  | 10 | 11 | 12 | 13 | 14 | 15 | 16 | 17 | 18 | 19 | 20 | 21 | 22 | 23 | 24 | 25 | 26 | 27 | 28 | 29 | 30 | 31 | 32 | 33 | 34 |
| ----------- | - | - | - | -- | -- | -- | -- | -- | -- | -- | -- | -- | -- | -- | -- | -- | -- | -- | -- | -- | -- | -- | -- | -- | -- | -- | -- | -- | -- | -- | -- | -- | -- | -- |
| Gele kaart  | 2 | 2 | 2 | 4  | 4  | 3  | 0  | 4  | 3  | 1  | 2  | 2  | 1  | 1  | 3  | 4  | 3  | 4  | 1  | 2  | 3  | 2  | 2  | 3  | 1  | 1  | 1  | 1  | 6  | 1  | 2  | 0  | 1  | 0  |
| Totaal geel | 2 | 4 | 6 | 10 | 14 | 17 | 17 | 21 | 24 | 25 | 27 | 29 | 30 | 31 | 34 | 38 | 41 | 45 | 46 | 48 | 51 | 53 | 55 | 58 | 59 | 60 | 61 | 62 | 68 | 69 | 71 | 71 | 72 | 72 |
| Rode kaart  | 0 | 0 | 0 | 0  | 0  | 0  | 0  | 0  | 0  | 0  | 0  | 0  | 0  | 0  | 0  | 0  | 0  | 0  | 0  | 0  | 0  | 0  | 0  | 0  | 0  | 0  | 0  | 0  | 0  | 0  | 1* | 0  | 0  | 0  |
| Totaal rood | 0 | 0 | 0 | 0  | 0  | 0  | 0  | 0  | 0  | 0  | 0  | 0  | 0  | 0  | 0  | 0  | 0  | 0  | 0  | 0  | 0  | 0  | 0  | 0  | 0  | 0  | 0  | 0  | 0  | 0  | 1  | 1  | 1  | 1  |

* Betreft 2x geel en wordt in dit schema gezien als een rode kaart.

### Toeschouwersaantallen
Met een bezettingsgraad van 99,9% en een totaal van 848.800 toeschouwers in het RheinEnergieStadion behaalde 1. FC Köln de vierde plaats in het publieksopkomst van het seizoen. Het stadion was dertien keer volledig uitverkocht. De wedstrijd tegen SSV Jahn Regensburg trok met 49.500 bezoekers het minste aantal toeschouwers. Schalke 04 noteerde met 1.047.862 toeschouwers in de Veltins-Arena het hoogste totaal in de 2. Bundesliga dit seizoen. Gevolgd door Hamburger SV die 957.509 in het Volksparkstadion ontvingen. Hertha BSC stond met 904.239 bezoekers in het Olympiastadion op de derde plaats.
In onderstaand overzicht staan de toeschouwersaantallen van 1. FC Köln in zowel de thuis- als uitwedstrijden.
| Tegenstander     | Eintracht Braunschweig | Darmstadt | Fortuna Düsseldorf | SV Elversberg | Greuther Fürth | Hamburger SV | Hannover 96 | Hertha BSC | 1. FC Kaiserslautern | Karlsruher SC | 1. FC Magdeburg | Preußen Münster | 1. FC Nürnberg | SC Paderborn | Jahn Regensburg | Schalke 04 | Ulm 1846 | Totaal  |
| ---------------- | ---------------------- | --------- | ------------------ | ------------- | -------------- | ------------ | ----------- | ---------- | -------------------- | ------------- | --------------- | --------------- | -------------- | ------------ | --------------- | ---------- | -------- | ------- |
| 1. FC Köln thuis | 50.000                 | 50.000    | 50.000             | 49.800        | 49.600         | 50.000       | 50.000      | 50.000     | 50.000               | 50.000        | 50.000          | 50.000          | 50.000         | 50.000       | 49.500          | 50.000     | 49.900   | 848.800 |
| 1. FC Köln uit   | 21.864                 | 17.810    | 51.500             | 9.502         | 15.294         | 57.000       | 49.000      | 68.763     | 49.327               | 31.190        | 27.055          | 12.422          | 50.000         | 15.000       | 14.232          | 61.475     | 17.400   | 568.834 |

### Strafschoppen
Fortuna Düsseldorf kreeg dit seizoen negen strafschoppen in de competitie toegekend, het hoogste aantal. SSV Ulm 1846 en Hamburger SV deelden met zeven toegekende strafschoppen de tweede plaats. 1. FC Köln eindigde met zes strafschoppen in de competitie op de gedeelde 7e plaats.
Hiervan werden vier strafschoppen succesvol benut, waarvan drie door Luca Waldschmidt tijdens wedstrijden tegen SV Darmstadt 98, Greuther Fürth en Preußen Münster. Florian Kainz nam tegen 1. FC Nürnberg de andere voor zijn rekening. Zowel Luca Waldschmidt als Dejan Ljubičić misten dit seizoen een strafschop, respectievelijk tegen 1. FC Kaiserslautern en SSV Jahn Regensburg. 1. FC Köln kreeg in de competitie in totaal vijf strafschoppen tegen. Deze werden benut door Ísak Jóhannesson (Fortuna Dusseldorf), Fraser Hornby (SV Darmstadt 98) en Kenan Karaman (Schalke 04). Ransford Königsdörffer (Hamburger SV) en Raphael Obermair (SC Paderborn 07) misten beiden hun strafschop tegen Köln.
In de DFB-Pokal was Dejan Ljubičić trefzeker vanaf elf meter in het duel tegen Hertha BSC. In diezelfde wedstrijd benutte ook Ibrahim Maza een strafschop. In de eerste ronde scoorde Besar Halimi voor SV Sandhausen uit een penalty tegen 1. FC Köln.
In onderstaand overzicht staan de statistieken op het gebied van strafschoppen zowel in de competitie als beker.
| Penalty's    | Penalty's gescoord | Penalty's gemist | Penalty's totaal | Gescoord door:                                               | Gemist door: (Gepakt door:)                          |
| ------------ | ------------------ | ---------------- | ---------------- | ------------------------------------------------------------ | ---------------------------------------------------- |
| 1. FC Köln   | 5                  | 2                | 6                | 3: Waldschmidt 1: Kainz Beker: 1: Ljubičić                   | 1: Ljubičić (Gebhardt) 1: Waldschmidt (Julian Krahl) |
| Tegenstander | 5                  | 2                | 7                | 1: Hornby 1: Jóhannesson 1: Karaman Beker: 1: Maza 1: Halimi | 1: Königsdörffer (Schwäbe) 1: Obermair (Schwäbe)     |

## Spelerstatistieken

### Speelminuten
In het seizoen maakte 1. FC Köln gebruik van in totaal 32 spelers waarbij Neo Telle, Jaka Čuber Potočnik, Mikail Özkan, Oliver Schmitt, Meiko Sponsel en Elias Bakatukanda hun speelminuten maakten vanuit het tweede elftal. Bij 1. FC Köln was middenvelder Eric Martel met 2.741 minuten de speler met de meeste speeltijd, goed voor de 30e plaats op de algemene ranglijst.
De doelmannen Florian Kastenmeier (Fortuna Düsseldorf), Max Weiß (Karlsruher SC), Nicolas Kristof (SV Elversberg), Dominik Reimann (1. FC Magdeburg), Marcel Schuhen (SV Darmstadt 98) en Ron-Robert Zieler (Hannover 96) waren samen met de veldspelers Marvin Wanitzek (Karlsruher SC) en Maurice Neubauer (SV Elversberg) de enigen die geen enkele minuut misten in de competitie. Zij speelden alle 34 wedstrijden en kwamen daarmee tot een totaal van 3.060 speelminuten. Voorgaande heeft uitsluitend betrekking op wedstrijden in de 2. Bundesliga en omvatten dus niet de minuten in de DFB-Pokal.
Onderstaand overzicht toont het aantal gespeelde minuten per speler, uitgesplitst naar competitie en DFB-Pokal. Daarnaast wordt vermeld hoe vaak een speler in de basis begon en hoe vaak hij als invaller in het veld kwam.
| #   | Naam                    | Minuten       | Minuten   | Minuten | Wedstrijden | Wedstrijden | Wedstrijden |
| #   | Naam                    | 2. Bundesliga | DFB-Pokal | Totaal  | Basis       | Invaller    | Totaal      |
| --- | ----------------------- | ------------- | --------- | ------- | ----------- | ----------- | ----------- |
| 1.  | Eric Martel             | 2741'         | 330'      | 3071'   | 34          | 0           | 34          |
| 2.  | Timo Hübers             | 2544'         | 450'      | 2994'   | 33          | 0           | 33          |
| 3.  | Leart Paçarada          | 2534'         | 277'      | 2811'   | 32          | 3           | 35          |
| 4.  | Denis Huseinbašić       | 2321'         | 347'      | 2668'   | 29          | 6           | 35          |
| 5.  | Marvin Schwäbe          | 2160'         | 330'      | 2490'   | 27          | 0           | 27          |
| 6.  | Jan Thielmann           | 2082'         | 383'      | 2465'   | 28          | 6           | 34          |
| 7.  | Linton Maina            | 2042'         | 410'      | 2452'   | 26          | 5           | 31          |
| 8.  | Dejan Ljubičić          | 2004'         | 317'      | 2321'   | 26          | 4           | 30          |
| 9.  | Dominique Heintz        | 1913'         | 324'      | 2237'   | 25          | 7           | 32          |
| 10. | Tim Lemperle            | 1802'         | 293'      | 2095'   | 25          | 3           | 28          |
| 11. | Damion Downs            | 1801'         | 163'      | 1964'   | 23          | 9           | 32          |
| 12. | Luca Waldschmidt        | 1652'         | 130'      | 1782'   | 20          | 13          | 33          |
| 13. | Julian Pauli            | 1207'         | 208'      | 1415'   | 17          | 3           | 20          |
| 14. | Florian Kainz           | 1374'         | 40'       | 1414'   | 16          | 12          | 28          |
| 15. | Joël Schmied**          | 918'          | 120'      | 1038'   | 11          | 2           | 13          |
| 16. | Jonas Urbig*            | 900'          | 120'      | 1020'   | 11          | 0           | 11          |
| 17. | Max Finkgräfe           | 809'          | 136'      | 945'    | 9           | 7           | 16          |
| 18. | Mathias Olesen          | 668'          | 271'      | 939'    | 8           | 14          | 22          |
| 19. | Jusuf Gazibegović       | 764'          | 27'       | 791'    | 10          | 2           | 12          |
| 20. | Steffen Tigges          | 363'          | 102'      | 465'    | 3           | 15          | 18          |
| 21. | Imad Rondić             | 415'          | 40'       | 455'    | 4           | 6           | 10          |
| 22. | Sargis Adamyan*         | 125'          | 59'       | 184'    | 0           | 7           | 7           |
| 23. | Rasmus Carstensen *     | 117'          | 37'       | 154'    | 1           | 3           | 4           |
| 24. | Mark Uth                | 121'          | 0'        | 121'    | 0           | 12          | 12          |
| 25. | Marvin Obuz             | 96'           | 1'        | 97'     | 0           | 6           | 6           |
| 26. | Florian Dietz *         | 51'           | 37'       | 88'     | 0           | 4           | 4           |
| 27. | Neo Telle ***           | 55'           | 0'        | 55'     | 0           | 3           | 3           |
| 28. | Elias Bakatukanda ***   | 34'           | 0'        | 34'     | 0           | 3           | 3           |
| 28. | Jaka Čuber Potočnik *** | 15'           | 0'        | 15'     | 0           | 1           | 1           |
| 29. | Mikail Özkan ***        | 1'            | 0'        | 1'      | 0           | 1           | 1           |
| 30. | Oliver Schmitt ***      | 1'            | 0'        | 1'      | 0           | 1           | 1           |
| 31. | Meiko Sponsel ***       | 1'            | 0'        | 1'      | 0           | 1           | 1           |

* Speler speelde alleen de eerste seizoenshelft bij de club.
** Speler speelde alleen de tweede seizoenshelft bij de club.
*** Speler vanuit de selectie van 1. FC Köln II.

### Topscorers
Tim Lemperle en Damion Downs werden met elk tien doelpunten clubtopscorer bij 1. FC Köln en eindigden daarmee gezamenlijk op de 19e plaats in de topscorerslijst van de 2. Bundesliga. Davie Selke (Hamburger SV) werd dit seizoen met 22 doelpunten de topscorer van van de competitie. Martijn Kaars van 1. FC Magdeburg volgde met 19 doelpunten, waarmee hij de tweede plaats bezette. Fisnik Asllani van SV Elversberg en Ragnar Ache van 1. FC Kaiserslautern deelden met 18 doelpunten de derde plaats op de ranglijst.
Linton Maina eindigde met elf assists op de gedeelde derde plaats in het algehele klassement, samen met Miro Muheim (Hamburger SV) en Marvin Wanitzek (Karlsruher SC). Jean-Luc Dompé (Hamburger SV) en Julian Justvan (1. FC Nürnberg) waren met elk twaalf assists de beste aangevers van het seizoen in de 2. Bundesliga.
In onderstaand overzicht zijn alle spelers van 1. FC Köln weergegeven die gescoord en/of een assist hebben gegeven dit seizoen in zowel de competitie als de beker. De lijst is gerangschikt op het aantal doelpunten gevolgd door het aantal assists.
| #   | Naam              | Doelpunten    | Doelpunten | Doelpunten | Assists       | Assists   | Assists |
| #   | Naam              | 2. Bundesliga | DFB-Pokal  | Totaal     | 2. Bundesliga | DFB-Pokal | Totaal  |
| --- | ----------------- | ------------- | ---------- | ---------- | ------------- | --------- | ------- |
| 1.  | Damion Downs      | 10            | 1          | 11         | 6             | 0         | 6       |
| 2.  | Tim Lemperle      | 10            | 1          | 11         | 5             | 1         | 6       |
| 3.  | Luca Waldschmidt  | 8             | 2          | 10         | 3             | 0         | 3       |
| 4.  | Linton Maina      | 3             | 2          | 5          | 11            | 2         | 13      |
| 5.  | Florian Kainz     | 5             | 0          | 5          | 2             | 1         | 3       |
| 5.  | Dejan Ljubičić    | 4             | 1          | 5          | 3             | 0         | 3       |
| 6.  | Timo Hübers       | 3             | 0          | 3          | 1             | 0         | 1       |
| 7.  | Denis Huseinbašić | 3             | 0          | 3          | 1             | 0         | 1       |
| 8.  | Eric Martel       | 3             | 0          | 3          | 0             | 0         | 0       |
| 9.  | Jan Thielmann     | 2             | 0          | 2          | 3             | 1         | 4       |
| 10. | Mathias Olesen    | 0             | 1          | 1          | 0             | 1         | 1       |
| 11. | Julian Pauli      | 0             | 1          | 1          | 1             | 0         | 1       |
| 12. | Imad Rondić       | 1             | 0          | 1          | 0             | 0         | 0       |
| 13. | Mark Uth          | 1             | 0          | 1          | 0             | 0         | 0       |
| 14. | Leart Paçarada    | 0             | 0          | 0          | 8             | 1         | 9       |
| 15. | Dominique Heintz  | 0             | 0          | 0          | 2             | 2         | 4       |

### Gele en Rode kaarten
Jan Thielman ontving in het competitieseizoen zeven de meeste gele kaarten en eindigde daarmee op de gedeelde 31e plaats in het overall klassement van de 2. Bundesliga. Dženis Burnić (Karlsruher SC) voerde de ranglijst aan met veertien gele kaarten. Nicolai Rapp, teamgenoot van Burnić, deelde de tweede plaats met Márton Dárdai (Hertha BSC) en Marcus Mathisen (1. FC Magdeburg), die elk dertien keer geel ontvingen.
1. FC Köln ontving in het seizoen één rode kaart. Verdediger Leart Paçarada ontving in de uitwedstrijd tegen Hannover 96 gele kaarten in de 23e en 50e minuut, waarmee hij met een tweede gele kaart van het veld werd gestuurd.
In onderstaand overzicht staan alle spelers van 1. FC Köln die een gele en/of rode kaart hebben ontvangen. Dit in zowel de competitie als de beker. De lijst is gerangschikt op het aantal gele kaarten gevolgd door het aantal rode kaarten.
| #   | Naam              | Gele kaart    | Gele kaart | Gele kaart | Rode kaart    | Rode kaart | Rode kaart |
| #   | Naam              | 2. Bundesliga | DFB-Pokal  | Totaal     | 2. Bundesliga | DFB-Pokal  | Totaal     |
| --- | ----------------- | ------------- | ---------- | ---------- | ------------- | ---------- | ---------- |
| 1.  | Jan Thielmann     | 7             | 2          | 9          | 0             | 0          | 0          |
| 2.  | Dominique Heintz  | 7             | 2          | 9          | 0             | 0          | 0          |
| 3.  | Timo Hübers       | 6             | 2          | 8          | 0             | 0          | 0          |
| 4.  | Dejan Ljubičić    | 6             | 1          | 7          | 0             | 0          | 0          |
| 5.  | Leart Paçarada    | 5             | 0          | 5          | 1             | 0          | 1          |
| 6.  | Denis Huseinbašić | 3             | 2          | 5          | 0             | 0          | 0          |
| 7.  | Max Finkgräfe     | 4             | 0          | 4          | 0             | 0          | 0          |
| 8.  | Tim Lemperle      | 4             | 0          | 4          | 0             | 0          | 0          |
| 9.  | Linton Maina      | 3             | 1          | 4          | 0             | 0          | 0          |
| 10. | Eric Martel       | 4             | 0          | 4          | 0             | 0          | 0          |
| 11. | Luca Waldschmidt  | 4             | 0          | 4          | 0             | 0          | 0          |
| 12. | Florian Kainz     | 3             | 0          | 3          | 0             | 0          | 0          |
| 13. | Julian Pauli      | 3             | 0          | 3          | 0             | 0          | 0          |
| 14. | Marvin Schwäbe    | 3             | 0          | 3          | 0             | 0          | 0          |
| 15. | Rasmus Carstensen | 1             | 1          | 2          | 0             | 0          | 0          |
| 16. | Damion Downs      | 2             | 0          | 2          | 0             | 0          | 0          |
| 17. | Jusuf Gazibegović | 2             | 0          | 2          | 0             | 0          | 0          |
| 18. | Joël Schmied      | 2             | 0          | 2          | 0             | 0          | 0          |
| 19. | Sargis Adamyan    | 1             | 0          | 1          | 0             | 0          | 0          |
| 20. | Elias Bakatukanda | 1             | 0          | 1          | 0             | 0          | 0          |
| 21. | Mathias Olesen    | 1             | 0          | 1          | 0             | 0          | 0          |
| 22. | Mark Uth          | 1             | 0          | 1          | 0             | 0          | 0          |

De technische staf is niet opgenomen in het spelersoverzicht, maar hoofdtrainer Gerhard Struber ontving in de competitie een gele kaart tijdens de wedstrijd tegen Fortuna Dusseldorf. Ook in de DFB-Pokal-wedstrijden tegen Holstein Kiel en Bayer Leverkusen kreeg hij een gele kaart. Keeperstrainer Peter Greiber werd in de competitiewedstrijd tegen Greuther Fürth eveneens met een gele kaart bestraft.

### Doelmannen
1. FC Köln gebruikte gedurende het seizoen twee doelmannen. Jonas Urbig stond in de eerste elf competitiewedstrijden onder de lat en hield daarin tweemaal de nul. Vervolgens nam Marvin Schwäbe het over; hij hield in de resterende wedstrijden negen keer zijn doel schoon.
Nicolas Kristof (SV Elversberg) was in het seizoen de doelman met de meeste clean sheets in de 2. Bundesliga. Hij hield in 34 competitiewedstrijden dertien keer zijn doel schoon. Ron-Robert Zieler (Hannover 96) volgde met elf wedstrijden zonder tegendoelpunt. Daarna volgden drie keepers met 9 clean sheets op de derde plaats.
In onderstaand overzicht staan de statistieken van de twee doelmannen die zijn ingezet dit seizoen.
| #  | Naam           | 2. Bundesliga | 2. Bundesliga    | 2. Bundesliga   | 2. Bundesliga              | DFB-Bokal   | DFB-Bokal        | DFB-Bokal       | DFB-Bokal                  |
| #  | Naam           | Wedstrijden   | Doelpunten tegen | De nul gehouden | Strafschoppen niet in doel | Wedstrijden | Doelpunten tegen | De nul gehouden | Strafschoppen niet in doel |
| -- | -------------- | ------------- | ---------------- | --------------- | -------------------------- | ----------- | ---------------- | --------------- | -------------------------- |
| 1. | Jonas Urbig    | 10            | 20               | 2x              | 0/1                        | 1           | 2                | 0×              | 0/1                        |
| 2. | Marvin Schwäbe | 24            | 18               | 9x              | 2/5                        | 3           | 4                | 1×              | 0/1                        |

### Statistieken aller tijden voor 1. FC Köln
In dit seizoen maakten Julian Pauli, Joël Schmied, Jusuf Gazibegović, Jonas Urbig, Imad Rondić, Marvin Obuz, Elias Bakatukanda, Neo Telle, Jaka Čuber Potočnik, Oliver Schmitt, Meiko Sponsel en Mikail Özkan hun debuut in het eerste elftal van 1. FC Köln. Daarmee werden zij toegevoegd aan de ranglijst van spelers die ooit zijn uitgekomen voor de club.
Op de eeuwige ranglijst van 1. FC Köln zijn Toni Schumacher en Wolfgang Overath de spelers met de meeste officiële wedstrijden voor de club. Schumacher kwam tussen 1972 en 1987 tot 542 duels, hetzelfde aantal als Overath, die tussen 1963 en 1977 actief was voor de club. Hans Schäfer is de overall clubtopscorer van 1. FC Köln. Tussen 1948 en 1966 maakte hij 268 doelpunten.
In onderstaand staat een overzicht van alle spelers uit de huidige selectie met het aantal gespeelde wedstrijden en gemaakte doelpunten gedurende hun verblijf bij 1. FC Köln.
| #   | Naam                | Wedstrijden | Wedstrijden | Wedstrijden | Wedstrijden | Wedstrijden | Doelpunten | Doelpunten | Doelpunten | Doelpunten | Doelpunten |
| #   | Naam                | Competitie  | Beker       | Play-offs   | Europa      | Totaal      | Competitie | Beker      | Play-offs  | Europa     | Totaal     |
| --- | ------------------- | ----------- | ----------- | ----------- | ----------- | ----------- | ---------- | ---------- | ---------- | ---------- | ---------- |
| 1.  | Florian Kainz       | 174         | 7           | 1           | 7           | 189         | 26         | 1          | 0          | 0          | 27         |
| 2.  | Jan Thielmann       | 140         | 11          | 2           | 5           | 158         | 10         | 1          | 0          | 0          | 11         |
| 3.  | Dominique Heintz    | 136         | 12          | 0           | 4           | 152         | 3          | 0          | 0          | 0          | 3          |
| 4.  | Marvin Schwäbe      | 113         | 8           | 0           | 8           | 129         | 0          | 0          | 0          | 0          | 0          |
| 5.  | Timo Hübers         | 109         | 10          | 0           | 7           | 126         | 7          | 0          | 0          | 1          | 8          |
| 6.  | Dejan Ljubičić      | 110         | 7           | 0           | 5           | 122         | 12         | 2          | 0          | 2          | 16         |
| 7.  | Linton Maina        | 91          | 6           | 0           | 8           | 122         | 7          | 2          | 0          | 0          | 9          |
| 8.  | Eric Martel         | 90          | 5           | 0           | 6           | 105         | 5          | 0          | 0          | 0          | 5          |
| 9.  | Denis Huseinbašić   | 81          | 6           | 0           | 5           | 92          | 7          | 0          | 0          | 1          | 8          |
| 10. | Steffen Tigges      | 71          | 3           | 0           | 7           | 81          | 9          | 0          | 0          | 1          | 10         |
| 11. | Mark Uth            | 71          | 6           | 0           | 1           | 78          | 11         | 2          | 0          | 0          | 13         |
| 12. | Sargis Adamyan      | 50          | 3           | 0           | 7           | 60          | 2          | 0          | 1          | 1          | 4          |
| 13. | Tim Lemperle        | 52          | 6           | 0           | 1           | 59          | 12         | 1          | 0          | 0          | 13         |
| 14. | Luca Waldschmidt    | 52          | 5           | 0           | 0           | 57          | 19         | 2          | 0          | 0          | 21         |
| 15. | Leart Paçarada      | 48          | 6           | 0           | 0           | 54          | 0          | 0          | 0          | 0          | 0          |
| 16. | Mathias Olesen      | 41          | 5           | 0           | 2           | 48          | 0          | 1          | 0          | 0          | 1          |
| 17. | Damion Downs        | 39          | 3           | 0           | 0           | 42          | 12         | 1          | 0          | 0          | 13         |
| 18. | Max Finkgräfe       | 38          | 2           | 0           | 0           | 40          | 1          | 0          | 0          | 0          | 1          |
| 19. | Rasmus Carstensen   | 26          | 2           | 0           | 0           | 28          | 0          | 0          | 0          | 0          | 0          |
| 20. | Florian Dietz       | 19          | 1           | 0           | 7           | 27          | 1          | 0          | 0          | 2          | 3          |
| 21. | Julian Pauli        | 17          | 3           | 0           | 0           | 20          | 0          | 1          | 0          | 0          | 1          |
| 22. | Joël Schmied        | 12          | 1           | 0           | 0           | 13          | 0          | 0          | 0          | 0          | 0          |
| 23. | Jusuf Gazibegović   | 11          | 1           | 0           | 0           | 12          | 0          | 0          | 0          | 0          | 0          |
| 24. | Jonas Urbig         | 10          | 1           | 0           | 0           | 11          | 0          | 0          | 0          | 0          | 0          |
| 25. | Imad Rondić         | 9           | 1           | 0           | 0           | 10          | 0          | 0          | 0          | 0          | 0          |
| 26. | Marvin Obuz         | 5           | 2           | 0           | 0           | 7           | 0          | 0          | 0          | 0          | 0          |
| 27. | Elias Bakatukanda   | 3           | 0           | 0           | 0           | 3           | 0          | 0          | 0          | 0          | 0          |
| 28. | Neo Telle           | 3           | 0           | 0           | 0           | 3           | 0          | 0          | 0          | 0          | 0          |
| 29. | Mikail Özkan        | 1           | 0           | 0           | 0           | 1           | 0          | 0          | 0          | 0          | 0          |
| 30. | Jaka Čuber Potočnik | 1           | 0           | 0           | 0           | 1           | 0          | 0          | 0          | 0          | 0          |
| 31. | Oliver Schmitt      | 1           | 0           | 0           | 0           | 1           | 0          | 0          | 0          | 0          | 0          |
| 32. | Meiko Sponsel       | 1           | 0           | 0           | 0           | 1           | 0          | 0          | 0          | 0          | 0          |

## Oefenwedstrijden
|                        |                  |                | |                                                                     |
| za. 29 juni 2024 14.00 | VfL Rheingold () | 0 - 18 (0 - 7) | 1. FC Köln | Stadion: Südstadion, Köln Toeschouwers: 2.500 Scheidsrechter: Fuchs |
| za. 29 juni 2024 14.00 |                  | Verslag, Video | 2' Adamyan 6' Waldschmidt (pen) 12' Waldschmidt 20' Martel 24' Martel 36' Waldschmidt 45' Martel 49' Downs 50' Tigges 54' Olesen 60' Wäschenbach 63' Downs 67' Tigges 74' Huseinbašić 76' Čuber Potočnik 79' Downs 86' Dietz 79' Downs | Stadion: Südstadion, Köln Toeschouwers: 2.500 Scheidsrechter: Fuchs |
| za. 29 juni 2024 14.00 |                  |                | | Stadion: Südstadion, Köln Toeschouwers: 2.500 Scheidsrechter: Fuchs |
| za. 29 juni 2024 14.00 |                  |                | | Stadion: Südstadion, Köln Toeschouwers: 2.500 Scheidsrechter: Fuchs |
|                        |                  |                | |                                                                     |

Bijzonderheden:
- Jeugdspeler Fayssal Harchaoui kwam in de tweede helft in de ploeg en maakte daarmee zijn officieuze debuut in het eerste;
- Jeugdspelers Jaka Čuber Potočnik en Meiko Wäschenbach scoorde beide hun eerste officieuze doelpunt voor het eerste elftal

|                       |                        |                |                                                                                       |                                                                             |
| vr. 5 juli 2024 15.45 | () Sportfreunde Siegen | 0 - 6 (0 - 0)  | 1. FC Köln                                                                            | Stadion: Leimbachstadion, Siegen Toeschouwers: 6.500 Scheidsrechter: Weller |
| vr. 5 juli 2024 15.45 |                        | Verslag, Video | 7' Waldschmidt 10' Huseinbašić 30' Lemperle 37' Martel 41' Lemperle 72' Adamyan (pen) | Stadion: Leimbachstadion, Siegen Toeschouwers: 6.500 Scheidsrechter: Weller |
| vr. 5 juli 2024 15.45 |                        |                |                                                                                       | Stadion: Leimbachstadion, Siegen Toeschouwers: 6.500 Scheidsrechter: Weller |
| vr. 5 juli 2024 15.45 |                        |                |                                                                                       | Stadion: Leimbachstadion, Siegen Toeschouwers: 6.500 Scheidsrechter: Weller |
|                       |                        |                |                                                                                       |                                                                             |

|                        |                                      |                |                      |                                                                          |
| za. 13 juli 2024 12.00 | 1. FC Köln                           | 3 - 1 (1 - 1)  | Kickers Offenbach () | Stadion: Südstadion, Köln Toeschouwers: 4.100 Scheidsrechter: Meyersieck |
| za. 13 juli 2024 12.00 | Lemperle 17' Adamyan 54' Adamyan 77' | Verslag, Video | 9' Mustafa           | Stadion: Südstadion, Köln Toeschouwers: 4.100 Scheidsrechter: Meyersieck |
| za. 13 juli 2024 12.00 |                                      |                |                      | Stadion: Südstadion, Köln Toeschouwers: 4.100 Scheidsrechter: Meyersieck |
| za. 13 juli 2024 12.00 |                                      |                |                      | Stadion: Südstadion, Köln Toeschouwers: 4.100 Scheidsrechter: Meyersieck |
|                        |                                      |                |                      |                                                                          |

Bijzonderheden:
- Jeugdspeler Julian Pauli maakte zijn officieuze debuut in het eerste elftal.

|                        |                                  |                |                 |                                                              |
| vr. 19 juli 2024 12.00 | 1. FC Köln                       | 3 - 1 (1 - 1)  | Sint Truiden () | Stadion: Heinz Flohe-stadion, Euskirchen Toeschouwers: 3.500 |
| vr. 19 juli 2024 12.00 | Lemperle 17' Downs 54' Dietz 79' | Verslag, Video |                 | Stadion: Heinz Flohe-stadion, Euskirchen Toeschouwers: 3.500 |
| vr. 19 juli 2024 12.00 |                                  |                |                 | Stadion: Heinz Flohe-stadion, Euskirchen Toeschouwers: 3.500 |
| vr. 19 juli 2024 12.00 |                                  |                |                 | Stadion: Heinz Flohe-stadion, Euskirchen Toeschouwers: 3.500 |
|                        |                                  |                |                 |                                                              |

Bijzonderheden:
- Jeugdspeler Rijad Smajić maakte zijn officieuze debuut in het eerste elftal.

|                        |                                     |                |                                  |                                                                             |
| za. 20 juli 2024 14.00 | Victoria Köln ()                    | 3 - 3 (1 - 2)  | 1. FC Köln                       | Stadion: Sportpark Höhenberg, Köln Toeschouwers: 6.214 Scheidsrechter: Marx |
| za. 20 juli 2024 14.00 | Engelhardt 4' Vrenezi 50' Güler 74' | Verslag, Video | 19' Adamyan 43' Heintz 47' Dietz | Stadion: Sportpark Höhenberg, Köln Toeschouwers: 6.214 Scheidsrechter: Marx |
| za. 20 juli 2024 14.00 |                                     |                |                                  | Stadion: Sportpark Höhenberg, Köln Toeschouwers: 6.214 Scheidsrechter: Marx |
| za. 20 juli 2024 14.00 |                                     |                |                                  | Stadion: Sportpark Höhenberg, Köln Toeschouwers: 6.214 Scheidsrechter: Marx |
|                        |                                     |                |                                  |                                                                             |

Bijzonderheden:
- In de 89e minuut werd Jan Thielmann uit het veld gestuurd.

|                        |                           |                |                 |                                          |
| wo. 24 juli 2024 14.00 | 1. FC Köln                | 2 - 1 (2 - 1)  | Swansea City () | Stadion: Thermenstadion, Bad Waltersdorf |
| wo. 24 juli 2024 14.00 | Lemperle 11' Lemperle 14' | Verslag, Video | 41' Cabango     | Stadion: Thermenstadion, Bad Waltersdorf |
| wo. 24 juli 2024 14.00 |                           |                |                 | Stadion: Thermenstadion, Bad Waltersdorf |
| wo. 24 juli 2024 14.00 |                           |                |                 | Stadion: Thermenstadion, Bad Waltersdorf |
|                        |                           |                |                 |                                          |

|                        |                                            |                |                      |                                                    |
| za. 27 juli 2024 16.00 | 1. FC Köln                                 | 3 - 2 (2 - 2)  | Udinese ()           | Stadion: Sportplatz St. Veit, St. Veit an der Glan |
| za. 27 juli 2024 16.00 | Downs 45' Kabasele(e.d) 45+3' Ljubičić 45' | Verslag, Video | 8' Success 67' Lucca | Stadion: Sportplatz St. Veit, St. Veit an der Glan |
| za. 27 juli 2024 16.00 |                                            |                |                      | Stadion: Sportplatz St. Veit, St. Veit an der Glan |
| za. 27 juli 2024 16.00 |                                            |                |                      | Stadion: Sportplatz St. Veit, St. Veit an der Glan |
|                        |                                            |                |                      |                                                    |

|                           |                                      |                |                              |                                                           |
| do. 10 oktober 2024 13.00 | 1. FC Köln                           | 3 - 2 (1 - 1)  | VfL Bochum ()                | Stadion: Franz-Kremer-Stadion, Köln Scheidsrechter: Fuchs |
| do. 10 oktober 2024 13.00 | Adamyan 7' Waldschmidt 54' Telle 90' | Verslag, Video | 20' Kwarteng 48' Broschinski | Stadion: Franz-Kremer-Stadion, Köln Scheidsrechter: Fuchs |
| do. 10 oktober 2024 13.00 |                                      |                |                              | Stadion: Franz-Kremer-Stadion, Köln Scheidsrechter: Fuchs |
| do. 10 oktober 2024 13.00 |                                      |                |                              | Stadion: Franz-Kremer-Stadion, Köln Scheidsrechter: Fuchs |
|                           |                                      |                |                              |                                                           |

Bijzonderheden:
- Wedstrijd vond plaats tijdens een interland-break;
- Jeugdspelers Neo Telle, Teoman Akmestanlı, Oliver Schmitt en Niklas Kujović maakten hun debuut voor het eerste elftal;
- Telle scoorde eveneens zijn eerste officieuze doelpunt voor het eerste.

|                            |            |                |                 |                                     |
| do. 14 november 2024 13.00 | 1. FC Köln | 1 - 1 (1 - 0)  | FC Groningen () | Stadion: Franz-Kremer-Stadion, Köln |
| do. 14 november 2024 13.00 | Uth 28'    | Verslag, Video | 52' Oosting     | Stadion: Franz-Kremer-Stadion, Köln |
| do. 14 november 2024 13.00 |            |                |                 | Stadion: Franz-Kremer-Stadion, Köln |
| do. 14 november 2024 13.00 |            |                |                 | Stadion: Franz-Kremer-Stadion, Köln |
|                            |            |                |                 |                                     |

Bijzonderheden:
- De wedstrijd werd gespeeld tijdens een interlandperiode;
- Mark Uth zijn comeback na een blessure aan zijn enkel, die hem drie maanden langs de zijlijn hield;
- Jeugdspelers Meiko Sponsel en Niklas Strauch maakten hun debuut in het eerste elftal.

|                            |                            |               |                     |                                                           |
| di. 26 november 2024 14.00 | 1. FC Köln                 | 2 - 0 (0 - 0) | Alemannia Aachen () | Stadion: Franz-Kremer-Stadion, Köln Scheidsrechter: Damar |
| di. 26 november 2024 14.00 | Waldschmidt 77' Martel 88' | Verslag       |                     | Stadion: Franz-Kremer-Stadion, Köln Scheidsrechter: Damar |
| di. 26 november 2024 14.00 |                            |               |                     | Stadion: Franz-Kremer-Stadion, Köln Scheidsrechter: Damar |
| di. 26 november 2024 14.00 |                            |               |                     | Stadion: Franz-Kremer-Stadion, Köln Scheidsrechter: Damar |
|                            |                            |               |                     |                                                           |

Bijzonderheden:
- Luca Kilian maakte zijn comeback na een kruisbandblessure die hij in maart 2024 had opgelopen.

|                           |                                   |                |                                          |                                             |
| vr. 10 januari 2025 12.00 | 1. FC Köln                        | 3 - 3 (0 - 2)  | FC Lugano ()                             | Stadion: Marbella Football Center, Marbella |
| vr. 10 januari 2025 12.00 | Heintz 59' Sponsel 84' Tigges 86' | Verslag, Video | 38' Przybyłko 40' Cimignani 79' Koutsias | Stadion: Marbella Football Center, Marbella |
| vr. 10 januari 2025 12.00 |                                   |                |                                          | Stadion: Marbella Football Center, Marbella |
| vr. 10 januari 2025 12.00 |                                   |                |                                          | Stadion: Marbella Football Center, Marbella |
|                           |                                   |                |                                          |                                             |

Bijzonderheden:
- De oefenwedstrijd werd gespeeld in vier helften van elk dertig minuten;
- Winteraankoop Jusuf Gazibegović maakte zijn debuut voor 1. FC Köln;
- Jeugdspeler Meiko Sponsel maakte zijn eerste officieuze doelpunt in het eerste.

|                           |                                                               |                |                       |                                     |
| di. 14 januari 2025 14.00 | 1. FC Köln                                                    | 3 - 2 (0 - 2)  | Victoria Köln ()      | Stadion: Franz-Kremer-Stadion, Köln |
| di. 14 januari 2025 14.00 | Waldschmidt 63' Koronkiewicz 77' (e.d.) Waldschmidt 80' (pen) | Verslag, Video | 21' Güler 40' El Mala | Stadion: Franz-Kremer-Stadion, Köln |
| di. 14 januari 2025 14.00 |                                                               |                |                       | Stadion: Franz-Kremer-Stadion, Köln |
| di. 14 januari 2025 14.00 |                                                               |                |                       | Stadion: Franz-Kremer-Stadion, Köln |
|                           |                                                               |                |                       |                                     |

Bijzonderheden:
- Said El Mala, doelpuntenmaker namens Viktoria Köln, werd in de zomer overgenomen door 1. FC Köln en direct terugverhuurd aan zijn oude club.

|                         |              |                |                       |                                                      |
| do. 20 maart 2025 14.00 | 1. FC Köln   | 1 - 2 (1 - 2)  | SC Verl ( )           | Stadion: Südstadion, Köln Scheidsrechter: Meyersieck |
| do. 20 maart 2025 14.00 | Lemperle 18' | Verslag, Video | 7' Lokotsch 13' Baack | Stadion: Südstadion, Köln Scheidsrechter: Meyersieck |
| do. 20 maart 2025 14.00 |              |                |                       | Stadion: Südstadion, Köln Scheidsrechter: Meyersieck |
| do. 20 maart 2025 14.00 |              |                |                       | Stadion: Südstadion, Köln Scheidsrechter: Meyersieck |
|                         |              |                |                       |                                                      |

Bijzonderheden:
- De wedstrijd werd gespeeld tijdens een interlandperiode;
- Doelman Anthony Racioppi maakte zijn officieuze debuut voor 1. FC Köln.

## DFB-Bokal

### 1e ronde
|                            |                              |                          |                                 |                                                                                        |
| zo. 18 augustus 2024 15.30 | SV Sandhausen                | 2 - 3 (n.v.) 2 - 2 0 - 2 | 1. FC Köln                      | Stadion: GP Stadion am Hardtwald, Sandhausen Toeschouwers: 9.705 Scheidsrechter: Brand |
| zo. 18 augustus 2024 15.30 | Halimi (pen) 59' Meier 90+6' | Verslag, Video           | 20' Pauli 34' Maina 116' Olesen | Stadion: GP Stadion am Hardtwald, Sandhausen Toeschouwers: 9.705 Scheidsrechter: Brand |
| zo. 18 augustus 2024 15.30 |                              |                          |                                 | Stadion: GP Stadion am Hardtwald, Sandhausen Toeschouwers: 9.705 Scheidsrechter: Brand |
| zo. 18 augustus 2024 15.30 |                              |                          |                                 | Stadion: GP Stadion am Hardtwald, Sandhausen Toeschouwers: 9.705 Scheidsrechter: Brand |
|                            |                              |                          |                                 |                                                                                        |

Afwezig:
- Dejan Ljubičić (geblesseerd, knie) en Eric Martel (schorsing, rode kaart)

Bijzonderheden:
- Julian Pauli maakte zijn eerste officiële doelpunt in het eerste van 1. FC Köln.

### 2e ronde
|                           |                                               |                |               |                                                                                 |
| di. 29 oktober 2024 20.45 | 1. FC Köln                                    | 3 - 0 (1 - 0)  | Holstein Kiel | Stadion: RheinEnergieStadion, Köln Toeschouwers: 48.000 Scheidsrechter: Dankert |
| di. 29 oktober 2024 20.45 | Lemperle 8' Waldschmidt 84' Waldschmidt 90+7' | Verslag, Video |               | Stadion: RheinEnergieStadion, Köln Toeschouwers: 48.000 Scheidsrechter: Dankert |
| di. 29 oktober 2024 20.45 |                                               |                |               | Stadion: RheinEnergieStadion, Köln Toeschouwers: 48.000 Scheidsrechter: Dankert |
| di. 29 oktober 2024 20.45 |                                               |                |               | Stadion: RheinEnergieStadion, Köln Toeschouwers: 48.000 Scheidsrechter: Dankert |
|                           |                                               |                |               |                                                                                 |

Bijzonderheden:
- Eerste doelman Jonas Urbig werd vervangen door tweede doelman Marvin Schwäbe.

### Achtste Finale
|                           |                                                |                              |                            |                                                                                 |
| wo. 4 december 2024 18.00 | 1. FC Köln                                     | 2 - 1 (n.v.) (1 - 1) (1 - 1) | Hertha BSC                 | Stadion: RheinEnergieStadion, Köln Toeschouwers: 50.000 Scheidsrechter: Reichel |
| wo. 4 december 2024 18.00 | Niederlechner (e.d.) 30' Ljubičić (pen) 120+1' | Verslag, Video               | 12' Maza (pen) 25' Zeefuik | Stadion: RheinEnergieStadion, Köln Toeschouwers: 50.000 Scheidsrechter: Reichel |
| wo. 4 december 2024 18.00 |                                                |                              |                            | Stadion: RheinEnergieStadion, Köln Toeschouwers: 50.000 Scheidsrechter: Reichel |
| wo. 4 december 2024 18.00 |                                                |                              |                            | Stadion: RheinEnergieStadion, Köln Toeschouwers: 50.000 Scheidsrechter: Reichel |
|                           |                                                |                              |                            |                                                                                 |

### Kwart finale
|                           |                                      |                              |                        |                                                                               |
| wo. 5 februari 2024 20.45 | Bayer 04 Leverkusen                  | 3 - 2 (n.v.) (2 - 2) (0 - 1) | 1. FC Köln             | Stadion: BayArena, Leverkusen Toeschouwers: 30.210 Scheidsrechter: Willenborg |
| wo. 5 februari 2024 20.45 | Schick 61' Schick 90+6' Boniface 98' | Verslag, Video               | 45+10' Downs 54' Maina | Stadion: BayArena, Leverkusen Toeschouwers: 30.210 Scheidsrechter: Willenborg |
| wo. 5 februari 2024 20.45 |                                      |                              |                        | Stadion: BayArena, Leverkusen Toeschouwers: 30.210 Scheidsrechter: Willenborg |
| wo. 5 februari 2024 20.45 |                                      |                              |                        | Stadion: BayArena, Leverkusen Toeschouwers: 30.210 Scheidsrechter: Willenborg |
|                           |                                      |                              |                        |                                                                               |

Afwezig:
- Florian Kainz (geblesseerd, hoofd) en Julian Pauli (geblesseerd, hersenschudding).

Bijzonderheden:
- Imad Rondić maakte zijn officiële debuut voor 1. FC Köln;
- Reservekeeper en huurling Anthony Racioppi maakte voor het eerst deel uit van de wedstrijdselectie van 1. FC Köln
- Na iets meer dan een minuut spelen werd de wedstrijd voor circa tien minuten stilgelegd vanwege rookontwikkeling in het stadion, veroorzaakt door afgestoken vuurwerk;
- In de 112e minuut werd een treffer van Rondić na ingrijpen van de VAR geannuleerd wegens buitenspel.

## 2. Bundesliga

### Speelronde 1
|                           |            |                |                                    |                                                                               |
| vr. 2 augustus 2024 20.30 | 1. FC Köln | 1 - 2 (0 - 2)  | Hamburger SV                       | Stadion: RheinEnergieStadion, Köln Toeschouwers: 50.000 Scheidsrechter: Burda |
| vr. 2 augustus 2024 20.30 | Maina 78'  | Verslag, Video | 5' Königsdörffer 35' Königsdörffer | Stadion: RheinEnergieStadion, Köln Toeschouwers: 50.000 Scheidsrechter: Burda |
| vr. 2 augustus 2024 20.30 |            |                |                                    | Stadion: RheinEnergieStadion, Köln Toeschouwers: 50.000 Scheidsrechter: Burda |
| vr. 2 augustus 2024 20.30 |            |                |                                    | Stadion: RheinEnergieStadion, Köln Toeschouwers: 50.000 Scheidsrechter: Burda |
|                           |            |                |                                    |                                                                               |

Afwezig:
- Mark Uth (geblesseerd, spier)

Bijzonderheden:
- Tijdens deze wedstrijd maakten Jonas Urbig, Julian Pauli en Marvin Obuz hun officiële debuut voor de hoofdmacht. Tevens zat trainer Gerhard Struber voor het eerst bij een officiële wedstrijd op de bank als hoofdtrainer;
- Hamburger SV-hoofdtrainer Steffen Baumgart was in het voorgaande seizoen actief als hoofdtrainer van 1. FC Köln.

### Speelronde 2
|                            |                         |                |                            | |
| za. 10 augustus 2024 13.00 | SV Elversberg           | 2 - 2 (0 - 1)  | 1. FC Köln                 | Stadion: Ursapharm-Arena an der Kaiserlinde, Spiesen-Elversberg Toeschouwers: 9.502 Scheidsrechter: Bauer |
| za. 10 augustus 2024 13.00 | Asllani 46' Schmahl 62' | Verslag, Video | 21' Huseinbašić 84' Hübers | Stadion: Ursapharm-Arena an der Kaiserlinde, Spiesen-Elversberg Toeschouwers: 9.502 Scheidsrechter: Bauer |
| za. 10 augustus 2024 13.00 |                         |                |                            | Stadion: Ursapharm-Arena an der Kaiserlinde, Spiesen-Elversberg Toeschouwers: 9.502 Scheidsrechter: Bauer |
| za. 10 augustus 2024 13.00 |                         |                |                            | Stadion: Ursapharm-Arena an der Kaiserlinde, Spiesen-Elversberg Toeschouwers: 9.502 Scheidsrechter: Bauer |
|                            |                         |                |                            | |

Afwezig:
- Max Finkgräfe (knie).

Bijzonderheden:
- Dit was de eerste keer dat 1. FC Köln in een competitiewedstrijd tegenover SV Elversberg stond;
- Na een lange blessureperiode maakte Mark Uth zijn comeback in de 65e minuut. Zijn rentree was van korte duur omdat hij zes minuten later alweer geblesseerd het veld moest verlaten.

### Speelronde 3
|                            |                                                                   |                |                        |                                                                                    |
| za. 24 augustus 2024 20.30 | 1. FC Köln                                                        | 5 - 0 (2 - 0)  | Eintracht Braunschweig | Stadion: RheinEnergieStadion, Köln Toeschouwers: 50.000 Scheidsrechter: Jöllenbeck |
| za. 24 augustus 2024 20.30 | Hübers 26' Ljubičić 34' Lemperle 58' Ljubičić 61' Waldschmidt 88' | Verslag, Video |                        | Stadion: RheinEnergieStadion, Köln Toeschouwers: 50.000 Scheidsrechter: Jöllenbeck |
| za. 24 augustus 2024 20.30 |                                                                   |                |                        | Stadion: RheinEnergieStadion, Köln Toeschouwers: 50.000 Scheidsrechter: Jöllenbeck |
| za. 24 augustus 2024 20.30 |                                                                   |                |                        | Stadion: RheinEnergieStadion, Köln Toeschouwers: 50.000 Scheidsrechter: Jöllenbeck |
|                            |                                                                   |                |                        |                                                                                    |

Afwezig:
- Mark Uth (geblesseerd, lies) en Max Finkgräfe (knie).

### Speelronde 4
|                            |                   |                |                                    |                                                                                      |
| zo. 1 september 2024 13.30 | Schalke 04        | 1 - 3 (0 - 2)  | 1. FC Köln                         | Stadion: Veltins-Arena, Gelsenkirchen Toeschouwers: 61.475 Scheidsrechter: Jablonski |
| zo. 1 september 2024 13.30 | Karaman (pen) 66' | Verslag, Video | 25' Downs 45+1' Maina 46' Lemperle | Stadion: Veltins-Arena, Gelsenkirchen Toeschouwers: 61.475 Scheidsrechter: Jablonski |
| zo. 1 september 2024 13.30 |                   |                |                                    | Stadion: Veltins-Arena, Gelsenkirchen Toeschouwers: 61.475 Scheidsrechter: Jablonski |
| zo. 1 september 2024 13.30 |                   |                |                                    | Stadion: Veltins-Arena, Gelsenkirchen Toeschouwers: 61.475 Scheidsrechter: Jablonski |
|                            |                   |                |                                    |                                                                                      |

Afwezig:
- Mark Uth (geblesseerd, lies), Max Finkgräfe (knie) en Timo Hübers (ziek)

Bijzonderheden:
- Jeugdspeler Elias Bakatukanda maakte zijn officiële debuut in het eerste elftal.

### Speelronde 5
|                             |            |                |                        |                                                                                |
| za. 14 september 2024 20.30 | 1. FC Köln | 1 - 2 (0 - 0)  | 1. FC Magdeburg        | Stadion: RheinEnergieStadion, Köln Toeschouwers: 50.000 Scheidsrechter: Hempel |
| za. 14 september 2024 20.30 | Downs 49'  | Verslag, Video | 66' Michel 83' Hugonet | Stadion: RheinEnergieStadion, Köln Toeschouwers: 50.000 Scheidsrechter: Hempel |
| za. 14 september 2024 20.30 |            |                |                        | Stadion: RheinEnergieStadion, Köln Toeschouwers: 50.000 Scheidsrechter: Hempel |
| za. 14 september 2024 20.30 |            |                |                        | Stadion: RheinEnergieStadion, Köln Toeschouwers: 50.000 Scheidsrechter: Hempel |
|                             |            |                |                        |                                                                                |

Afwezig:
- Mark Uth (geblesseerd, lies) en Max Finkgräfe (knie).

Bijzonderheden:
- 1. FC Köln vuurde 33 schoten af op het doel van 1. FC Magdeburg, maar slaagde er slechts één keer in te scoren.

### Speelronde 6
|                             |                         |                |                      |                                                                                      |
| za. 21 september 2024 13.00 | Fortuna Düsseldorf      | 2 - 2 (1 - 1)  | 1. FC Köln           | Stadion: Merkur Spiel-Arena, Düsseldorf Toeschouwers: 51.500 Scheidsrechter: Dingert |
| za. 21 september 2024 13.00 | Iyoha 25' Niemiec 90+5' | Verslag, Video | 21' Martel 61' Maina | Stadion: Merkur Spiel-Arena, Düsseldorf Toeschouwers: 51.500 Scheidsrechter: Dingert |
| za. 21 september 2024 13.00 |                         |                |                      | Stadion: Merkur Spiel-Arena, Düsseldorf Toeschouwers: 51.500 Scheidsrechter: Dingert |
| za. 21 september 2024 13.00 |                         |                |                      | Stadion: Merkur Spiel-Arena, Düsseldorf Toeschouwers: 51.500 Scheidsrechter: Dingert |
|                             |                         |                |                      |                                                                                      |

Afwezig:
- Mark Uth (geblesseerd, lies), Max Finkgräfe (knie) en Dejan Ljubicic (ziek)

### Speelronde 7
|                             |                                                  |                |                                                   |                                                                               |
| zo. 29 september 2024 13.30 | 1. FC Köln                                       | 4 - 4 (4 - 2)  | Karlsruher SC                                     | Stadion: RheinEnergieStadion, Köln Toeschouwers: 50.000 Scheidsrechter: Brand |
| zo. 29 september 2024 13.30 | Waldschmidt 3' Downs 7' Downs 15' Lemperle 45+2' | Verslag, Video | 19' Wanitzek 27' Wanitzek 52' Jensen 55' Wanitzek | Stadion: RheinEnergieStadion, Köln Toeschouwers: 50.000 Scheidsrechter: Brand |
| zo. 29 september 2024 13.30 |                                                  |                |                                                   | Stadion: RheinEnergieStadion, Köln Toeschouwers: 50.000 Scheidsrechter: Brand |
| zo. 29 september 2024 13.30 |                                                  |                |                                                   | Stadion: RheinEnergieStadion, Köln Toeschouwers: 50.000 Scheidsrechter: Brand |
|                             |                                                  |                |                                                   |                                                                               |

Afwezig:
- Mark Uth (geblesseerd, lies), Max Finkgräfe (knie) en Dejan Ljubicic (ontstoken amandelen).

Bijzonderheden:
- De wedstrijd begon 10 minuten later dan gepland vanwege een "sfeeractie" van het publiek. Fans staken op grote schaal vuurwerk af, wat leidde tot dichte rookontwikkeling in het RheinEnergieStadion. Als gevolg hiervan werd de aftrap uitgesteld om de veiligheid van spelers en toeschouwers te waarborgen;
- Tijdens deze wedstrijd maakte jeugdspeler Jaka Čuber Potočnik zijn debuut in het eerste elftal;
- Leart Paçarada verzorgde de assists bij alle vier de doelpunten van 1. FC Köln

### Speelronde 8
|                          |                           |                |              |                                                                             |
| za. 5 oktober 2024 13.00 | 1. FC Köln                | 2 - 0 (1 - 0)  | SSV Ulm 1846 | Stadion: RheinEnergieStadion, Köln Toeschouwers: 49.900 Scheidsrechter: Alt |
| za. 5 oktober 2024 13.00 | Hübers 8' Waldschmidt 47' | Verslag, Video | 21' Brandt   | Stadion: RheinEnergieStadion, Köln Toeschouwers: 49.900 Scheidsrechter: Alt |
| za. 5 oktober 2024 13.00 |                           |                |              | Stadion: RheinEnergieStadion, Köln Toeschouwers: 49.900 Scheidsrechter: Alt |
| za. 5 oktober 2024 13.00 |                           |                |              | Stadion: RheinEnergieStadion, Köln Toeschouwers: 49.900 Scheidsrechter: Alt |
|                          |                           |                |              |                                                                             |

Afwezig:
- Mark Uth (geblesseerd, lies) en Dejan Ljubicic (ontstoken amandelen).

Bijzonderheden:
- Max Finkgräfe maakte in de tweede helft zijn comeback, acht weken na zijn in de voorbereiding opgelopen knieblessure.

### Speelronde 9
|                           |                                                             |                |              |                                                                                              |
| vr. 18 oktober 2024 18.30 | SV Darmstadt 98                                             | 5 - 1 (2 - 1)  | 1. FC Köln   | Stadion: Stadion am Böllenfalltor, Darmstadt Toeschouwers: 17.810 Scheidsrechter: Willenborg |
| vr. 18 oktober 2024 18.30 | Hornby 11' Hornby 40' Lidberg 54' Förster 65' Vukotić 90+4' | Verslag, Video | 38' Lemperle | Stadion: Stadion am Böllenfalltor, Darmstadt Toeschouwers: 17.810 Scheidsrechter: Willenborg |
| vr. 18 oktober 2024 18.30 |                                                             |                |              | Stadion: Stadion am Böllenfalltor, Darmstadt Toeschouwers: 17.810 Scheidsrechter: Willenborg |
| vr. 18 oktober 2024 18.30 |                                                             |                |              | Stadion: Stadion am Böllenfalltor, Darmstadt Toeschouwers: 17.810 Scheidsrechter: Willenborg |
|                           |                                                             |                |              |                                                                                              |

Afwezig:
- Mark Uth (geblesseerd, lies) en Dejan Ljubicic (ontstoken amandelen).

### Speelronde 10
|                           |               |                |                       |                                                                                 |
| za. 25 oktober 2024 18.30 | 1. FC Köln    | 1 - 2 (0 - 0)  | SC Paderborn 07       | Stadion: RheinEnergieStadion, Köln Toeschouwers: 50.000 Scheidsrechter: Lechner |
| za. 25 oktober 2024 18.30 | Thielmann 66' | Verslag, Video | 76' Michel 80' Michel | Stadion: RheinEnergieStadion, Köln Toeschouwers: 50.000 Scheidsrechter: Lechner |
| za. 25 oktober 2024 18.30 |               |                |                       | Stadion: RheinEnergieStadion, Köln Toeschouwers: 50.000 Scheidsrechter: Lechner |
| za. 25 oktober 2024 18.30 |               |                |                       | Stadion: RheinEnergieStadion, Köln Toeschouwers: 50.000 Scheidsrechter: Lechner |
|                           |               |                |                       |                                                                                 |

Afwezig:
- Mark Uth (geblesseerd, lies), Dejan Ljubicic (ontstoken amandelen) en Damion Downs (ziek).

### Speelronde 11
|                           |            |                |              |                                                                              |
| za. 2 november 2024 20.30 | Hertha BSC | 0 - 1 (0 - 1)  | 1. FC Köln   | Stadion: Olympiastadion, Berlijn Toeschouwers: 68.763 Scheidsrechter: Osmers |
| za. 2 november 2024 20.30 |            | Verslag, Video | 31' Lemperle | Stadion: Olympiastadion, Berlijn Toeschouwers: 68.763 Scheidsrechter: Osmers |
| za. 2 november 2024 20.30 |            |                |              | Stadion: Olympiastadion, Berlijn Toeschouwers: 68.763 Scheidsrechter: Osmers |
| za. 2 november 2024 20.30 |            |                |              | Stadion: Olympiastadion, Berlijn Toeschouwers: 68.763 Scheidsrechter: Osmers |
|                           |            |                |              |                                                                              |

Afwezig:
- Mark Uth (geblesseerd, lies).

Bijzonderheden:
- Trainer Gerhard Struber bleef vasthouden aan de tijdens het DFB-Pokal duel doorgevoerde keeperswissel, waardoor Marvin Schwäbe opnieuw onder de lat stond en Jonas Urbig plaatsnam op de reservebank. Daarnaast koos hij net als in het bekerduel nu voor een vijfmans-verdediging.

### Speelronde 12
|                           |            |                |                |                                                                                  |
| za. 9 november 2024 13.00 | 1. FC Köln | 1 - 0 (0 - 0)  | Greuther Fürth | Stadion: RheinEnergieStadion, Köln Toeschouwers: 49.600 Scheidsrechter: Schlager |
| za. 9 november 2024 13.00 | Downs 94'  | Verslag, Video |                | Stadion: RheinEnergieStadion, Köln Toeschouwers: 49.600 Scheidsrechter: Schlager |
| za. 9 november 2024 13.00 |            |                |                | Stadion: RheinEnergieStadion, Köln Toeschouwers: 49.600 Scheidsrechter: Schlager |
| za. 9 november 2024 13.00 |            |                |                | Stadion: RheinEnergieStadion, Köln Toeschouwers: 49.600 Scheidsrechter: Schlager |
|                           |            |                |                |                                                                                  |

Afwezig:
- Mark Uth (geblesseerd, lies);

Bijzonderheden:
- Trainer Gerhard Struber besloot om Steffen Tigges, Florian Dietz en Sargis Adamyan buiten de wedstrijdselectie te laten.

### Speelronde 13
|                            |                 |                |              |                                                                              |
| vr. 22 november 2024 18.30 | Preußen Münster | 0 - 1 (0 - 0)  | 1. FC Köln   | Stadion: Preußenstadion, Münster Toeschouwers: 12.422 Scheidsrechter: Prigan |
| vr. 22 november 2024 18.30 |                 | Verslag, Video | 51' Lemperle | Stadion: Preußenstadion, Münster Toeschouwers: 12.422 Scheidsrechter: Prigan |
| vr. 22 november 2024 18.30 |                 |                |              | Stadion: Preußenstadion, Münster Toeschouwers: 12.422 Scheidsrechter: Prigan |
| vr. 22 november 2024 18.30 |                 |                |              | Stadion: Preußenstadion, Münster Toeschouwers: 12.422 Scheidsrechter: Prigan |
|                            |                 |                |              |                                                                              |

### Speelronde 14
|                           |                        |                |                                               |                                                                                |
| za. 9 november 2024 13.00 | 1. FC Köln             | 2 - 2 (0 - 1)  | Hannover 96                                   | Stadion: RheinEnergieStadion, Köln Toeschouwers: 50.000 Scheidsrechter: Storks |
| za. 9 november 2024 13.00 | Lemperle 48' Downs 81' | Verslag, Video | 51' Ngankam 86' Kainz (e.d.) 54' Christiansen | Stadion: RheinEnergieStadion, Köln Toeschouwers: 50.000 Scheidsrechter: Storks |
| za. 9 november 2024 13.00 |                        |                |                                               | Stadion: RheinEnergieStadion, Köln Toeschouwers: 50.000 Scheidsrechter: Storks |
| za. 9 november 2024 13.00 |                        |                |                                               | Stadion: RheinEnergieStadion, Köln Toeschouwers: 50.000 Scheidsrechter: Storks |
|                           |                        |                |                                               |                                                                                |

Bijzonderheden:
- Mark Uth maakte na een afwezigheid van negen maanden zijn rentree in het eerste elftal. Zijn laatste officiële optreden dateerde van 5 augustus 2024, toen hij geblesseerd uitviel in het bekerduel tegen SV Elversberg;
- Ondanks een opgelopen hersenschudding tijdens een training stond aanvoerder Timo Hübers toch aan de aftrap.

### Speelronde 15
|                           |                     |                |              |                                                                                      |
| zo. 8 december 2024 18.30 | SSV Jahn Regensburg | 0 - 1 (0 - 1)  | 1. FC Köln   | Stadion: Continental Arena, Regensburg Toeschouwers: 14.232 Scheidsrechter: Oldhafer |
| zo. 8 december 2024 18.30 |                     | Verslag, Video | 33' Lemperle | Stadion: Continental Arena, Regensburg Toeschouwers: 14.232 Scheidsrechter: Oldhafer |
| zo. 8 december 2024 18.30 |                     |                |              | Stadion: Continental Arena, Regensburg Toeschouwers: 14.232 Scheidsrechter: Oldhafer |
| zo. 8 december 2024 18.30 |                     |                |              | Stadion: Continental Arena, Regensburg Toeschouwers: 14.232 Scheidsrechter: Oldhafer |
|                           |                     |                |              |                                                                                      |

Afwezig:
- Julian Pauli (geblesseerd, hersenschudding);

Bijzonderheden:
- In de 19e minuut miste Dejan Ljubičić een strafschop.

### Speelronde 16
|                            |                                          |                |                |                                                                               |
| zo. 15 december 2024 13.30 | 1. FC Köln                               | 3 - 1 (3 - 0)  | 1. FC Nürnberg | Stadion: RheinEnergieStadion, Köln Toeschouwers: 50.000 Scheidsrechter: Braun |
| zo. 15 december 2024 13.30 | Downs 6' Kainz (pen) 17' Huseinbašić 31' | Verslag, Video | 59' Castrop    | Stadion: RheinEnergieStadion, Köln Toeschouwers: 50.000 Scheidsrechter: Braun |
| zo. 15 december 2024 13.30 |                                          |                |                | Stadion: RheinEnergieStadion, Köln Toeschouwers: 50.000 Scheidsrechter: Braun |
| zo. 15 december 2024 13.30 |                                          |                |                | Stadion: RheinEnergieStadion, Köln Toeschouwers: 50.000 Scheidsrechter: Braun |
|                            |                                          |                |                |                                                                               |

Afwezig:
- Julian Pauli (geblesseerd, hersenschudding) en Tim Lemperle (geblesseerd, spier)

### Speelronde 17
|                            |                      |                |              |                                                                                               |
| zo. 22 december 2024 13.30 | 1. FC Kaiserslautern | 0 - 1 (0 - 1)  | 1. FC Köln   | Stadion: Fritz-Walter-Stadion, Kaiserslautern Toeschouwers: 49.327 Scheidsrechter: Haslberger |
| zo. 22 december 2024 13.30 |                      | Verslag, Video | 33' Ljubičić | Stadion: Fritz-Walter-Stadion, Kaiserslautern Toeschouwers: 49.327 Scheidsrechter: Haslberger |
| zo. 22 december 2024 13.30 |                      |                |              | Stadion: Fritz-Walter-Stadion, Kaiserslautern Toeschouwers: 49.327 Scheidsrechter: Haslberger |
| zo. 22 december 2024 13.30 |                      |                |              | Stadion: Fritz-Walter-Stadion, Kaiserslautern Toeschouwers: 49.327 Scheidsrechter: Haslberger |
|                            |                      |                |              |                                                                                               |

Afwezig:
- Julian Pauli (geblesseerd, hersenschudding), Tim Lemperle (geblesseerd, spier) en Dominique Heintz (schorsing, vijfde gele kaart)

Bijzonderheden:
- Door de overwinning ging 1. FC Köln als "Herbstmeister" de winterstop in.

### Speelronde 18
|                           |                   |                |            |                                                                                 |
| za. 18 januari 2025 20.30 | Hamburger SV      | 1 - 0 (0 - 0)  | 1. FC Köln | Stadion: Volksparkstadion, Hamburg Toeschouwers: 57.000 Scheidsrechter: Dingert |
| za. 18 januari 2025 20.30 | Königsdörffer 78' | Verslag ,Video |            | Stadion: Volksparkstadion, Hamburg Toeschouwers: 57.000 Scheidsrechter: Dingert |
| za. 18 januari 2025 20.30 |                   |                |            | Stadion: Volksparkstadion, Hamburg Toeschouwers: 57.000 Scheidsrechter: Dingert |
| za. 18 januari 2025 20.30 |                   |                |            | Stadion: Volksparkstadion, Hamburg Toeschouwers: 57.000 Scheidsrechter: Dingert |
|                           |                   |                |            |                                                                                 |

Afwezig:
- Julian Pauli (geblesseerd, hersenschudding) en Tim Lemperle (geblesseerd, spier).

Bijzonderheden:
- Winteraankoop Jusuf Gazibegović maakte zijn officiële debuut;
- De wedstrijd begon met een vertraging van vijftien minuten door verkeersopstoppingen en werd kort na de aftrap opnieuw stilgelegd vanwege rookontwikkeling door afgestoken vuurwerk;
- In de 78e minuut miste Königsdörffer een strafschop, maar schoot hij de rebound alsnog binnen;
- Door de nederlaag kwam er een einde aan een ongeslagen reeks van zeven wedstrijden voor 1. FC Köln.

### Speelronde 19
|                           |              |               |               |                                                                               |
| za. 25 januari 2025 13.00 | 1. FC Köln   | 1 - 0 (0 - 0) | SV Elversberg | Stadion: RheinEnergieStadion, Köln Toeschouwers: 49.800 Scheidsrechter: Bauer |
| za. 25 januari 2025 13.00 | Ljubičić 81' | Verslag,      |               | Stadion: RheinEnergieStadion, Köln Toeschouwers: 49.800 Scheidsrechter: Bauer |
| za. 25 januari 2025 13.00 |              |               |               | Stadion: RheinEnergieStadion, Köln Toeschouwers: 49.800 Scheidsrechter: Bauer |
| za. 25 januari 2025 13.00 |              |               |               | Stadion: RheinEnergieStadion, Köln Toeschouwers: 49.800 Scheidsrechter: Bauer |
|                           |              |               |               |                                                                               |

Afwezig:
- Julian Pauli (geblesseerd, hersenschudding), Denis Huseinbašić (geblesseerd, kuit) en Luca Waldschmidt (ziek)

Bijzonderheden:
- Winteraankoop Joël Schmied maakte zijn debuut;
- Tim Lemperle maakte zijn rentree na een spierblessure die hij in december had opgelopen. Enkele dagen later liep hij echter opnieuw een spierblessure op tijdens de training.

### Speelronde 20
|                           |                        |                |                      |                                                                                     |
| za. 1 februari 2025 13.00 | Eintracht Braunschweig | 1 - 2 (1 - 2)  | 1. FC Köln           | Stadion: Eintracht-Stadion, Braunschweig Toeschouwers: 21.864 Scheidsrechter: Erbst |
| za. 1 februari 2025 13.00 | Bičakčić 1'            | Verslag ,Video | 13' Martel 30' Downs | Stadion: Eintracht-Stadion, Braunschweig Toeschouwers: 21.864 Scheidsrechter: Erbst |
| za. 1 februari 2025 13.00 |                        |                |                      | Stadion: Eintracht-Stadion, Braunschweig Toeschouwers: 21.864 Scheidsrechter: Erbst |
| za. 1 februari 2025 13.00 |                        |                |                      | Stadion: Eintracht-Stadion, Braunschweig Toeschouwers: 21.864 Scheidsrechter: Erbst |
|                           |                        |                |                      |                                                                                     |

Afwezig:
- Julian Pauli (geblesseerd, hersenschudding) en Tim Lemperle (geblesseerd, hamstring).

### Speelronde 21
|                           |            |                |            |                                                                              |
| zo. 9 februari 2025 13.30 | 1. FC Köln | 1 - 0 (1 - 0)  | Schalke 04 | Stadion: RheinEnergieStadion, Köln Toeschouwers: 50.000 Scheidsrechter: Welz |
| zo. 9 februari 2025 13.30 | Downs 43'  | Verslag, Video |            | Stadion: RheinEnergieStadion, Köln Toeschouwers: 50.000 Scheidsrechter: Welz |
| zo. 9 februari 2025 13.30 |            |                |            | Stadion: RheinEnergieStadion, Köln Toeschouwers: 50.000 Scheidsrechter: Welz |
| zo. 9 februari 2025 13.30 |            |                |            | Stadion: RheinEnergieStadion, Köln Toeschouwers: 50.000 Scheidsrechter: Welz |
|                           |            |                |            |                                                                              |

Afwezig:
- Julian Pauli (geblesseerd, hersenschudding), Tim Lemperle (geblesseerd, hamstring) en Timo Hübers (geschorst, vijfde gele kaart)

Bijzonderheden:
- Het duel betekende het honderdste competitietreffen tussen 1. FC Köln en Schalke 04 sinds de oprichting van de Keulse club;
- Eric Martel droeg voor het eerst de aanvoerdersband bij 1. FC Köln, als vervanger van de geschorste Timo Hübers.

### Speelronde 22
|                            |                                       |                |            |                                                                            |
| vr. 14 februari 2025 18.30 | 1. FC Magdeburg                       | 3 - 0 (0 - 0)  | 1. FC Köln | Stadion: Avnet Arena, Magdeburg Toeschouwers: 27.055 Scheidsrechter: Exner |
| vr. 14 februari 2025 18.30 | Heber 73' El Hankouri 79' Loric 90+2' | Verslag, Video |            | Stadion: Avnet Arena, Magdeburg Toeschouwers: 27.055 Scheidsrechter: Exner |
| vr. 14 februari 2025 18.30 |                                       |                |            | Stadion: Avnet Arena, Magdeburg Toeschouwers: 27.055 Scheidsrechter: Exner |
| vr. 14 februari 2025 18.30 |                                       |                |            | Stadion: Avnet Arena, Magdeburg Toeschouwers: 27.055 Scheidsrechter: Exner |
|                            |                                       |                |            |                                                                            |

Afwezig:
- Julian Pauli (geblesseerd, hersenschudding), Tim Lemperle (geblesseerd, hamstring) en Eric Martel (geblesseerd, dijbeen).

### Speelronde 23
|                            |            |                |                       |                                                                                |
| zo. 23 februari 2025 13.30 | 1. FC Köln | 1 - 1 (0 - 0)  | Fortuna Düsseldorf    | Stadion: RheinEnergieStadion, Köln Toeschouwers: 50.000 Scheidsrechter: Bacher |
| zo. 23 februari 2025 13.30 | Kainz 67'  | Verslag, Video | 90' Jóhannesson (pen) | Stadion: RheinEnergieStadion, Köln Toeschouwers: 50.000 Scheidsrechter: Bacher |
| zo. 23 februari 2025 13.30 |            |                |                       | Stadion: RheinEnergieStadion, Köln Toeschouwers: 50.000 Scheidsrechter: Bacher |
| zo. 23 februari 2025 13.30 |            |                |                       | Stadion: RheinEnergieStadion, Köln Toeschouwers: 50.000 Scheidsrechter: Bacher |
|                            |            |                |                       |                                                                                |

Afwezig:
- Julian Pauli (geblesseerd, hersenschudding), Tim Lemperle (geblesseerd, hamstring), Eric Martel (geblesseerd, dijbeen) en Jan Thielmann (schorsing, vijfde gele kaart).

### Speelronde 24
|                        |                   |                |            |                                                                                  |
| za. 1 maart 2025 20.30 | Karlsruher SC     | 1 - 0 (0 - 0)  | 1. FC Köln | Stadion: BBBank Wildpark , Karlsruhe Toeschouwers: 32.190 Scheidsrechter: Hempel |
| za. 1 maart 2025 20.30 | Hübers (e.d.) 52' | Verslag, Video |            | Stadion: BBBank Wildpark , Karlsruhe Toeschouwers: 32.190 Scheidsrechter: Hempel |
| za. 1 maart 2025 20.30 |                   |                |            | Stadion: BBBank Wildpark , Karlsruhe Toeschouwers: 32.190 Scheidsrechter: Hempel |
| za. 1 maart 2025 20.30 |                   |                |            | Stadion: BBBank Wildpark , Karlsruhe Toeschouwers: 32.190 Scheidsrechter: Hempel |
|                        |                   |                |            |                                                                                  |

Afwezig:
- Julian Pauli (geblesseerd, hersenschudding), Tim Lemperle (geblesseerd, hamstring) en Leart Paçarada (schorsing, vijfde gele kaart)

### Speelronde 25
|                        |              |                |                 |                                                                        |
| za. 8 maart 2025 13.00 | SSV Ulm 1846 | 0 - 1 (0 - 0)  | 1. FC Köln      | Stadion: Donau Stadion, Ulm Toeschouwers: 17.400 Scheidsrechter: Burda |
| za. 8 maart 2025 13.00 |              | Verslag, Video | 86' Waldschmidt | Stadion: Donau Stadion, Ulm Toeschouwers: 17.400 Scheidsrechter: Burda |
| za. 8 maart 2025 13.00 |              |                |                 | Stadion: Donau Stadion, Ulm Toeschouwers: 17.400 Scheidsrechter: Burda |
| za. 8 maart 2025 13.00 |              |                |                 | Stadion: Donau Stadion, Ulm Toeschouwers: 17.400 Scheidsrechter: Burda |
|                        |              |                |                 |                                                                        |

Afwezig:
- Julian Pauli (geblesseerd, hersenschudding), Tim Lemperle (geblesseerd, hamstring), Eric Martel (ziek), Linton Maina (geblesseerd, enkel) en Damion Downs (geblesseerd, hand)

### Speelronde 26
|                         |                                    |                |                                  |                                                                              |
| za. 15 maart 2025 20.30 | 1. FC Köln                         | 2 - 1 (1 - 1)  | SV Darmstadt 98                  | Stadion: RheinEnergieStadion, Köln Toeschouwers: 50.000 Scheidsrechter: Heft |
| za. 15 maart 2025 20.30 | Thielmann 1' Waldschmidt (pen) 80' | Verslag, Video | 75' Hornby (pen) 59'+ 66' Hornby | Stadion: RheinEnergieStadion, Köln Toeschouwers: 50.000 Scheidsrechter: Heft |
| za. 15 maart 2025 20.30 |                                    |                |                                  | Stadion: RheinEnergieStadion, Köln Toeschouwers: 50.000 Scheidsrechter: Heft |
| za. 15 maart 2025 20.30 |                                    |                |                                  | Stadion: RheinEnergieStadion, Köln Toeschouwers: 50.000 Scheidsrechter: Heft |
|                         |                                    |                |                                  |                                                                              |

Afwezig:
- Julian Pauli (geblesseerd, hersenschudding), Linton Maina (geblesseerd, enkel) en Damion Downs (geblesseerd, hand)

Bijzonderheden:
- Aanvaller Tim Lemperle maakte zijn comeback na een hamstringblessure die hem zes weken aan de kant hield. Hij begon op de bank en viel in de 69e minuut in.

### Speelronde 27
|                         |                 |                |                            |                                                                                       |
| za. 29 maart 2025 13.00 | SC Paderborn 07 | 1 - 2 (1 - 1)  | 1. FC Köln                 | Stadion: Home Deluxe Arena, Paderborn Toeschouwers: 15.000 Scheidsrechter: Willenborg |
| za. 29 maart 2025 13.00 | Mehlem 34'      | Verslag, Video | 42' Rondić 61' Huseinbašić | Stadion: Home Deluxe Arena, Paderborn Toeschouwers: 15.000 Scheidsrechter: Willenborg |
| za. 29 maart 2025 13.00 |                 |                |                            | Stadion: Home Deluxe Arena, Paderborn Toeschouwers: 15.000 Scheidsrechter: Willenborg |
| za. 29 maart 2025 13.00 |                 |                |                            | Stadion: Home Deluxe Arena, Paderborn Toeschouwers: 15.000 Scheidsrechter: Willenborg |
|                         |                 |                |                            |                                                                                       |

Afwezig:
- Julian Pauli (geblesseerd, hersenschudding), Linton Maina (geblesseerd, enkel), Damion Downs (geblesseerd, hand), Dominique Heintz (geblesseerd, hamstring), Jusuf Gazibegović (geblesseerd, enkel) en Timo Hübers (ziek)

Bijzonderheden:
- Jeugdspeler Mikail Özkan maakte zijn debuut in het eerste van 1. FC Köln;
- In de 25e minuut miste Raphael Obermair van Paderborn een strafschop.

### Speelronde 28
|                        |            |                |            |                                                                                   |
| za. 5 april 2025 20.30 | 1. FC Köln | 0 - 1 (0 - 0)  | Hertha BSC | Stadion: RheinEnergieStadion, Köln Toeschouwers: 50.000 Scheidsrechter: Jablonski |
| za. 5 april 2025 20.30 |            | Verslag, Video | 46' Reese  | Stadion: RheinEnergieStadion, Köln Toeschouwers: 50.000 Scheidsrechter: Jablonski |
| za. 5 april 2025 20.30 |            |                |            | Stadion: RheinEnergieStadion, Köln Toeschouwers: 50.000 Scheidsrechter: Jablonski |
| za. 5 april 2025 20.30 |            |                |            | Stadion: RheinEnergieStadion, Köln Toeschouwers: 50.000 Scheidsrechter: Jablonski |
|                        |            |                |            |                                                                                   |

Afwezig:
- Linton Maina (geblesseerd, enkel), Jusuf Gazibegović (geblesseerd, enkel) en Timo Hübers (ziek)

Bijzonderheden:
- In de 73e minuut maakte Julian Pauli zijn rentree na een hersenschudding die hij in november had opgelopen. Ook Damion Downs keerde terug van een blessure, nadat hij een maand niet inzetbaar was geweest.

### Speelronde 29
|                         |                |               |                       |                                                                           |
| vr. 11 april 2025 18.30 | Greuther Fürth | 1 - 1 (1 - 1) | 1. FC Köln            | Stadion: Sportpark Ronhof, Fürth Toeschouwers: 15.294 Scheidsrechter: Alt |
| vr. 11 april 2025 18.30 | Futkeu 12'     | Verslag       | 42' Waldschmidt (pen) | Stadion: Sportpark Ronhof, Fürth Toeschouwers: 15.294 Scheidsrechter: Alt |
| vr. 11 april 2025 18.30 |                |               |                       | Stadion: Sportpark Ronhof, Fürth Toeschouwers: 15.294 Scheidsrechter: Alt |
| vr. 11 april 2025 18.30 |                |               |                       | Stadion: Sportpark Ronhof, Fürth Toeschouwers: 15.294 Scheidsrechter: Alt |
|                         |                |               |                       |                                                                           |

Afwezig:
- Linton Maina (geblesseerd, enkel), Jusuf Gazibegović (geblesseerd, enkel) en Timo Hübers (ziek).

Bijzonderheden:
- Tijdens de warming-up liep Dominique Heintz een rugblessure op, waardoor zijn basisplaats werd overgenomen door Julian Pauli. Heintz nam plaats op de bank en kwam gedurende de wedstrijd niet in actie.

### Speelronde 30
|                         |                                                |                |                   |                                                                               |
| zo. 27 april 2025 13.30 | 1. FC Köln                                     | 3 - 1 (2 - 1)  | Preußen Münster   | Stadion: RheinEnergieStadion, Köln Toeschouwers: 50.000 Scheidsrechter: Bauer |
| zo. 27 april 2025 13.30 | Lemperle 11' Waldschmidt (pen) 45+1' Downs 56' | Verslag, Video | 39' Hübers (e.d.) | Stadion: RheinEnergieStadion, Köln Toeschouwers: 50.000 Scheidsrechter: Bauer |
| zo. 27 april 2025 13.30 |                                                |                |                   | Stadion: RheinEnergieStadion, Köln Toeschouwers: 50.000 Scheidsrechter: Bauer |
| zo. 27 april 2025 13.30 |                                                |                |                   | Stadion: RheinEnergieStadion, Köln Toeschouwers: 50.000 Scheidsrechter: Bauer |
|                         |                                                |                |                   |                                                                               |

Afwezig:
- Linton Maina (geblesseerd, enkel) en Jusuf Gazibegović (geblesseerd, enkel).

Bijzonderheden:
- Jeugdspeler Meiko Sponsel maakte zijn officiële debuut in het eerste van 1. FC Köln.

### Speelronde 31
|                         |             |                |                   |                                                                              |
| zo. 27 april 2025 13.30 | Hannover 96 | 1 - 0 (0 - 0)  | 1. FC Köln        | Stadion: HDI-Arena, Hannover Toeschouwers: 49.000 Scheidsrechter: Gansloweit |
| zo. 27 april 2025 13.30 | Gindorf 57' | Verslag, Video | 23'+ 50' Paçarada | Stadion: HDI-Arena, Hannover Toeschouwers: 49.000 Scheidsrechter: Gansloweit |
| zo. 27 april 2025 13.30 |             |                |                   | Stadion: HDI-Arena, Hannover Toeschouwers: 49.000 Scheidsrechter: Gansloweit |
| zo. 27 april 2025 13.30 |             |                |                   | Stadion: HDI-Arena, Hannover Toeschouwers: 49.000 Scheidsrechter: Gansloweit |
|                         |             |                |                   |                                                                              |

Afwezig:
- Linton Maina (geblesseerd, enkel) en Jusuf Gazibegović (geblesseerd, enkel).

### Speelronde 32
|                      |              |                |                 |                                                                                |
| za. 3 mei 2025 20.30 | 1. FC Köln   | 1 - 1 (0 - 0)  | Jahn Regensburg | Stadion: RheinEnergieStadion, Köln Toeschouwers: 49.500 Scheidsrechter: Winter |
| za. 3 mei 2025 20.30 | Lemperle 59' | Verslag, Video | 75' Ganaus      | Stadion: RheinEnergieStadion, Köln Toeschouwers: 49.500 Scheidsrechter: Winter |
| za. 3 mei 2025 20.30 |              |                |                 | Stadion: RheinEnergieStadion, Köln Toeschouwers: 49.500 Scheidsrechter: Winter |
| za. 3 mei 2025 20.30 |              |                |                 | Stadion: RheinEnergieStadion, Köln Toeschouwers: 49.500 Scheidsrechter: Winter |
|                      |              |                |                 |                                                                                |

Afwezig:
- Jusuf Gazibegović (geblesseerd, enkel) en Leart Paçarada (schorsing, rode kaart)

Bijzonderheden:
- Linton Maina maakte na anderhalve maand zijn rentree na een enkelblessure;
- Enkele dagen na de wedstrijd werden hoofdtrainer Gerhard Struber en technisch directeur Christian Keller ontslagen.

### Speelronde 33
|                      |                |                |                     |                                                                                      |
| vr. 9 mei 2025 18.30 | 1. FC Nürnberg | 1 - 2 (0 - 0)  | 1. FC Köln          | Stadion: Max-Morlock-Stadion, Nürnberg Toeschouwers: 50.000 Scheidsrechter: Hartmann |
| vr. 9 mei 2025 18.30 | Antiste 46'    | Verslag, Video | 67' Kainz 90' Kainz | Stadion: Max-Morlock-Stadion, Nürnberg Toeschouwers: 50.000 Scheidsrechter: Hartmann |
| vr. 9 mei 2025 18.30 |                |                |                     | Stadion: Max-Morlock-Stadion, Nürnberg Toeschouwers: 50.000 Scheidsrechter: Hartmann |
| vr. 9 mei 2025 18.30 |                |                |                     | Stadion: Max-Morlock-Stadion, Nürnberg Toeschouwers: 50.000 Scheidsrechter: Hartmann |
|                      |                |                |                     |                                                                                      |

Afwezig:
- Max Finkgräfe (ziek) en Dejan Ljubičić (onbekend).

Bijzonderheden:
- Friedhelm Funkel nam voor de derde keer als interim-trainer plaats op de bank bij 1. FC Köln, na eerdere periodes in 2002 en 2021.
- Jusuf Gazibegović maakte zijn rentree na een in maart opgelopen enkelblessure;
- In de tweede minuut werd een aan 1. FC Köln toegekende strafschop na ingrijpen van de VAR alsnog ingetrokken.

### Speelronde 34
|                       |                                              |                |                      |                                                                                |
| zo. 18 mei 2025 18.30 | 1. FC Köln                                   | 4 - 0 (2 - 0)  | 1. FC Kaiserslautern | Stadion: RheinEnergieStadion, Köln Toeschouwers: 50.000 Scheidsrechter: Storks |
| zo. 18 mei 2025 18.30 | Martel 14' Waldschmidt 29' Kainz 75' Uth 87' | Verslag, Video |                      | Stadion: RheinEnergieStadion, Köln Toeschouwers: 50.000 Scheidsrechter: Storks |
| zo. 18 mei 2025 18.30 |                                              |                |                      | Stadion: RheinEnergieStadion, Köln Toeschouwers: 50.000 Scheidsrechter: Storks |
| zo. 18 mei 2025 18.30 |                                              |                |                      | Stadion: RheinEnergieStadion, Köln Toeschouwers: 50.000 Scheidsrechter: Storks |
|                       |                                              |                |                      |                                                                                |

Afwezig:
- Dejan Ljubičić (onbekend).

Bijzonderheden:
- In de 57e minuut keerde Julian Krahl een strafschop van Luca Waldschmidt.